# Guerra russo-japonesa
La Guerra Russo-japonesa (rus: Ру́сско-япóнская войнá, romanitzat: Russko-iapónskaya voinà; japonès:日 露 戦 争, romanitzat: Nichiro sensō, lit.  Guerra russo-japonesa) es va combatre entre l'Imperi del Japó i l'Imperi Rus durant 1904 i 1905 sobre les ambicions imperials rivals a Manxúria i Corea. Els principals teatres d'operacions militars eren la península de Liaodong i Mukden al sud de Manxúria i als mars al voltant de Corea, Japó i el mar Groc.
Rússia buscava un port d'aigua calenta a l'oceà Pacífic, tant per a la seva marina com per al comerç marítim. Vladivostok romania lliure de gel i operatiu només durant l'estiu; Port Arthur, una base naval de la província de Liaodong arrendada a Rússia per la dinastia Qing de la Xina des de 1897, estava operativa tot l'any. Des del final de la Primera Guerra Sino-japonesa el 1895, el Japó temia la invasió russa dels seus plans de crear una esfera d'influència a Corea i Manxúria. Rússia havia demostrat una política expansionista a l'est dels Urals a Sibèria i a l'Extrem Orient des del regnat d'Ivan el Terrible al segle xvi.
En veure Rússia com un rival, el Japó es va oferir a reconèixer el domini rus a Manxúria a canvi de reconèixer que Corea es trobava dins de l'esfera d'influència japonesa. Rússia s'hi va negar i va exigir l'establiment d'una zona d'amortiment neutral entre Rússia i el Japó a Corea al nord del Paral·lel 39° nord. El govern japonès va percebre una amenaça per als seus plans d'expansió a l'Àsia continental i va optar per anar a la guerra. Després de trencar les negociacions el 1904, la Marina japonesa va obrir hostilitats en un atac sorpresa el 9 de febrer (calendari julià 27 de gener) de 1904 atacant la flota oriental russa a Port Arthur, Xina.
Tot i que Rússia va patir diverses derrotes, el tsar Nicolau II estava convençut que Rússia podia guanyar si continuava lluitant; va optar per seguir compromès amb la guerra i esperar els resultats de certes batalles navals clau. Després de sufocar l'esperança de la victòria, va continuar la guerra per preservar la dignitat de Rússia evitant una "pau humiliant". Rússia va ignorar la voluntat japonesa d'acordar un armistici al principi i va rebutjar la idea de portar la disputa a la Cort Permanent d'Arbitratge de La Haia. La guerra va acabar amb el Tractat de Portsmouth (5 de setembre [julià 23 d'agost] de 1905), mediatitzat pel president dels Estats Units Theodore Roosevelt. La completa victòria de l'exèrcit japonès va sorprendre els observadors internacionals i va transformar l'equilibri de poder tant a l'Àsia oriental com a l'Europa de l'Est, cosa que va provocar l'aparició del Japó com a gran potència i el declivi de Rússia en el prestigi i la influència a Europa de l'Est. La pèrdua de vides sense la victòria i la humiliant derrota per a l'Imperi rus van contribuir al creixent malestar domèstic que va culminar amb la revolució russa de 1905 i va accelerar la desintegració de l'autocràcia russa. La guerra també va suposar la primera victòria d'un país asiàtic contra una potència occidental en l'època moderna.

## Antecedents històrics

### Modernització del Japó

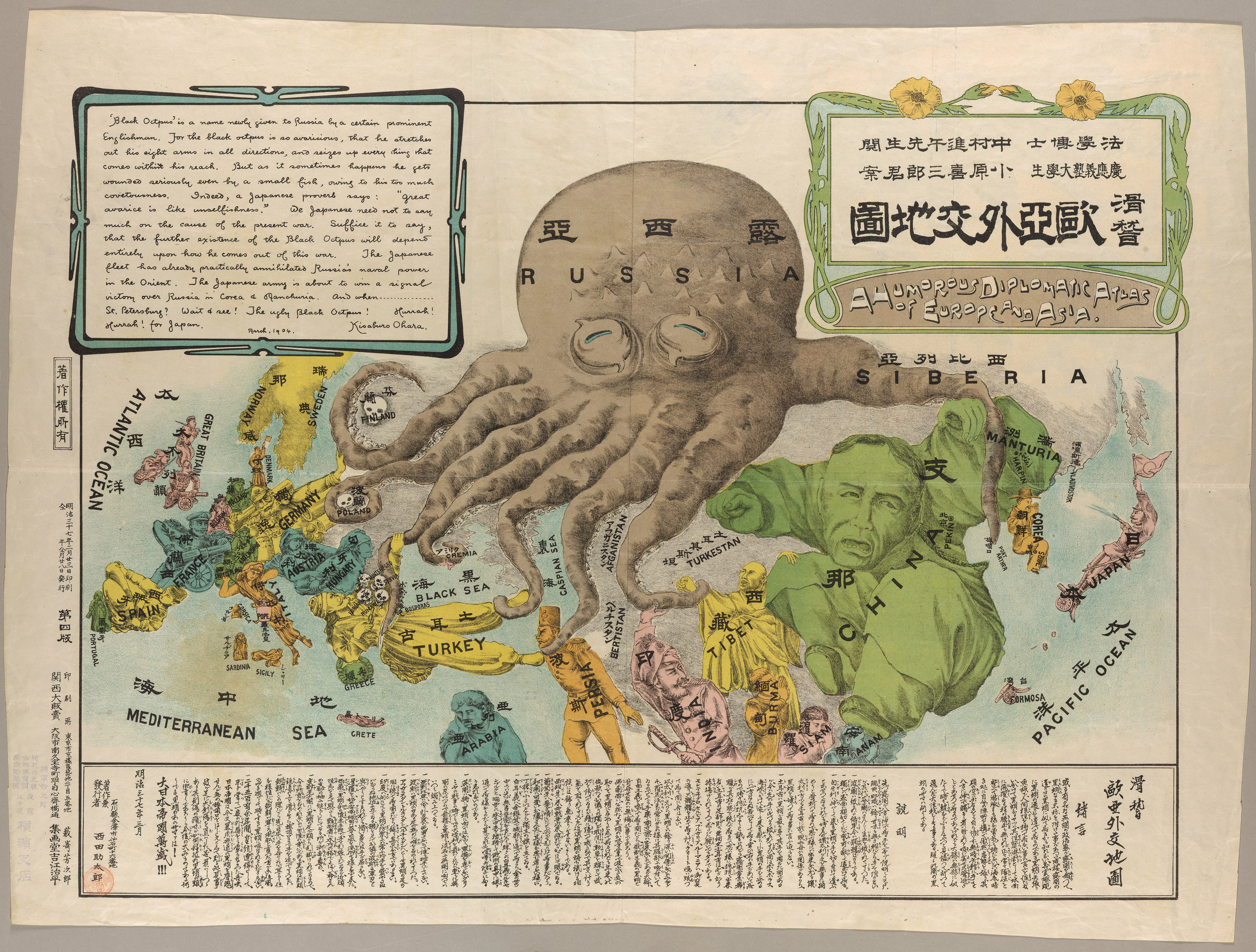
Un mapa satíric anti-rús produït per un estudiant japonès a la Universitat de Keio durant la guerra russo-japonesa. Segueix el disseny utilitzat per a un mapa similar publicat per primera vegada el 1877.

Després de la Restauració Meiji el 1868, el govern Meiji va intentar assimilar idees occidentals, avenços tecnològics i formes de guerra. A finals del segle xix, el Japó s'havia transformat en un estat industrial modernitzat. Els japonesos volien ser reconeguts com a iguals amb les potències occidentals. La Restauració Meiji havia estat destinada a fer del Japó un estat modernitzat, no occidentalitzat, i el Japó era una potència imperialista, que mirava cap a l'expansionisme d'ultramar.
En els anys 1869–73, el Seikanron ("Argument de la Conquesta de Corea") havia dividit amargament l'elit japonesa: una facció volia conquerir Corea immediatament, una altra volia esperar fins que el Japó es modernitzés més abans d'emprendre una guerra per conquerir Corea; significativament, ningú de l'elit japonesa mai va acceptar la idea que els coreans tenien dret a ser independents, només la qüestió del moment dividint les dues faccions. De la mateixa manera que els europeus van utilitzar el "retard" de les nacions africanes i asiàtiques com a motiu pel qual havien de conquerir-les, per a l'elit japonesa el "retard" de la Xina i Corea era la prova de la inferioritat d'aquelles nacions, donant així als japonesos el "dret" de conquerir-les.
Inoue Kaoru, el ministre d'Afers Exteriors, va pronunciar un discurs el 1887 dient: "El que hem de fer és transformar el nostre imperi i el nostre poble, fer que l'imperi sigui com els països d'Europa i el nostre poble com els pobles d'Europa", continuant dient que els xinesos i els coreans havien perdut essencialment el seu dret a ser independents en no modernitzar-se. Gran part de la pressió per a una política exterior agressiva al Japó va venir des de baix, amb els defensors del moviment dels "drets dels pobles" que demanava un parlament elegit que també afavoria una línia ultranacionalista que donava per fet que els japonesos tenien el "dret". "per annexionar Corea, ja que el moviment dels" drets de les persones "estava dirigit per aquells que van afavorir la invasió de Corea els anys 1869–73.
Com a part del procés de modernització al Japó, les idees darwinistes socials sobre la "supervivència del més apte" eren habituals al Japó a partir de la dècada de 1880 i molts japonesos ordinaris es van ressentir dels forts impostos imposats pel govern per modernitzar el Japó, exigint quelcom tangible com una colònia d'ultramar com a recompensa pels seus sacrificis.
A més, el sistema educatiu del Japó Meiji estava destinat a formar els escolars perquè fossin soldats quan creixessin i, com a tals, les escoles japoneses adoctrinaren els seus estudiants en el Bushidō ("camí del guerrer"), el codi ferotge dels samurais. Després d'haver adoctrinat les generacions més joves en el Bushidō, l'elit Meiji es va trobar davant d'un poble que reclamava la guerra i considerava la diplomàcia com una debilitat.

### La pressió de la gent
El japonòleg britànic Richard Story va escriure que el concepte erroni més gran sobre Japó a Occident era que el poble japonès era l'instrument “dòcil” de l'elit, quan en realitat gran part de la pressió per a les guerres japoneses del 1894 al 1941 provenia de la gent normal, que exigia una política exterior "dura" i tendia a participar en disturbis i assassinats quan es percebia que la política exterior era pusil·lànime.
Tot i que l'oligarquia Meiji es va negar a permetre la democràcia, va intentar apropiar-se d'algunes de les demandes del moviment dels "drets del poble" en permetre una dieta elegida el 1890 (amb poders limitats i una franquícia igualment limitada) i perseguint una política exterior agressiva cap a Corea.
El 1884, el Japó havia fomentat un cop d'estat a Corea per part d'una facció reformista pro-japonesa, que va fer que el govern conservador demanés ajuda a la Xina, cosa que va provocar un enfrontament entre soldats xinesos i japonesos a Seül. En aquell moment, Tòquio no se sentia preparat per arriscar una guerra amb la Xina, i la crisi va acabar amb la Convenció de Tientsin, que va deixar Corea amb més força a l'esfera d'influència xinesa, tot i que va donar una raó als japonesos per intervenir a Corea. Durant la dècada de 1880 i principis de la dècada de 1890, es va criticar regularment al govern de Tòquio per no ser prou agressiu a Corea, cosa que va portar l'historiador japonès Masao Maruyama a escriure:
| « | De la mateixa manera que el Japó estava sotmès a la pressió de les grans potències, també l'aplicaria a països encara més febles, un cas clar de la psicologia de la transferència. En aquest sentit, és significatiu que des de l'època Meiji les demandes d'una política exterior dura hagin vingut de la gent comuna, és a dir, de les persones que reben l'opressió a casa. | » |

### Expansió oriental russa
La Rússia tsarista, com a gran potència imperial, tenia ambicions a l'Est. Cap a la dècada de 1890, havia estès el seu regne a tota l'Àsia central fins a l'Afganistan, absorbint els estats locals en el procés. L'Imperi Rus s'estenia des de Polònia a l'oest fins a la península de Kamtxatka a l'est. Amb la construcció del ferrocarril transsiberià fins al port de Vladivostok, Rússia esperava consolidar encara més la seva influència i presència a la regió. En l'incident de Tsushima del 1861, Rússia havia assaltat directament el territori japonès.

### Guerra sinojaponesa (1894–95)

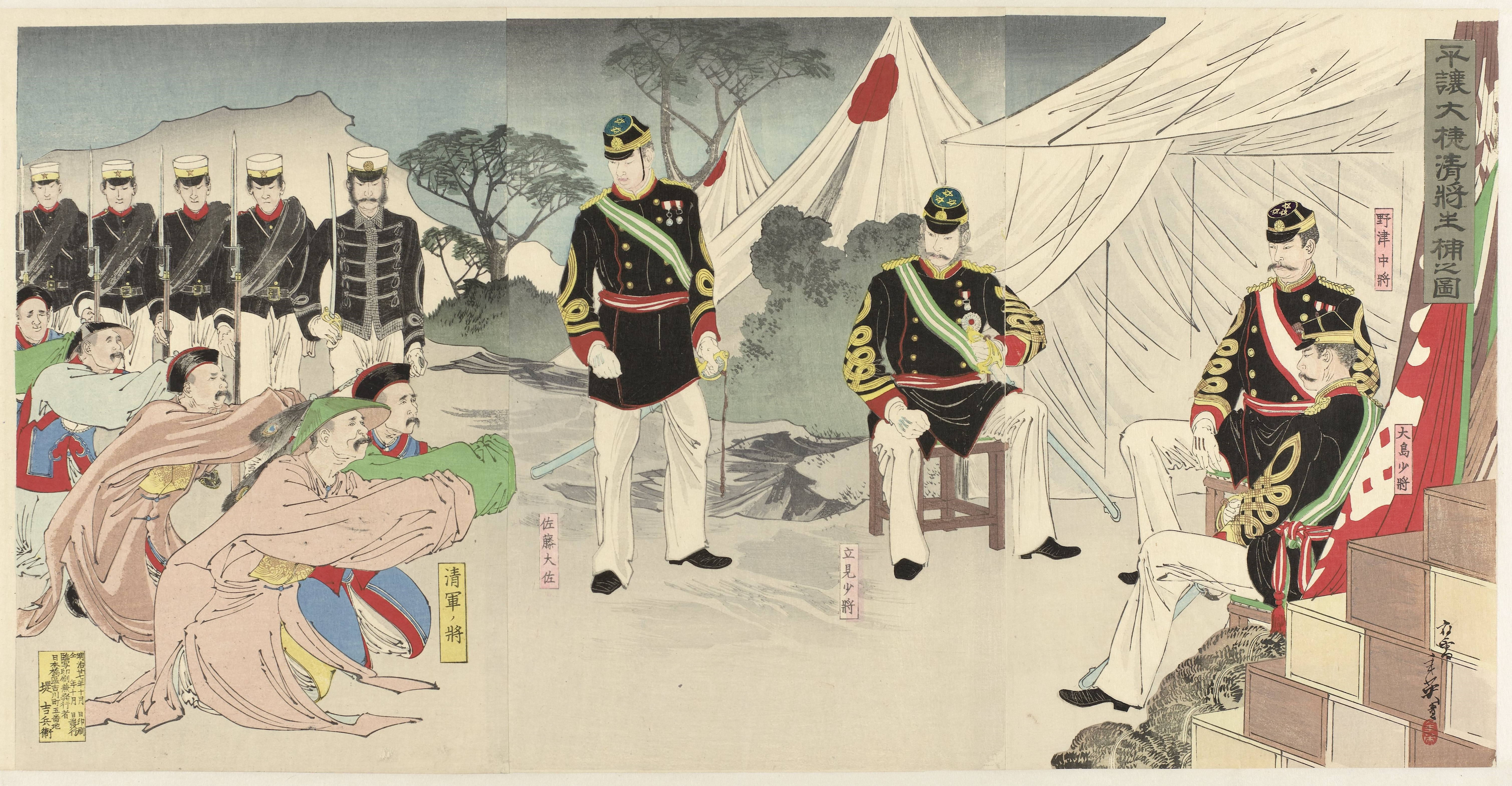
Els generals xinesos de Pyongyang es rendeixen als japonesos, l'octubre de 1894.

Entre la Restauració Meiji i la seva participació a la Primera Guerra Mundial, l'Imperi del Japó va lluitar en dues guerres significatives. La primera guerra que va lluitar Japó va ser la Primera Guerra Sino-japonesa, que es va lliurar el 1894 i el 1895. La guerra va girar al voltant de la qüestió del control i la influència sobre Corea sota el govern de la dinastia Joseon. A partir de la dècada de 1880, hi havia hagut una forta competència per influir a Corea entre la Xina i el Japó. La cort coreana era propensa al faccionisme i estava molt dividida per una facció reformista que era pro-japonesa i una facció més conservadora que era pro-xinesa. El 1884, les tropes xineses van suprimir un intent de cop pro-japonès i van establir una "residència" a Seül sota la direcció del general Yuan Shikai. Una rebel·lió camperola liderada pel moviment religiós Tonghak va provocar una sol·licitud del govern coreà perquè la dinastia Qing enviés tropes per estabilitzar el país. L'Imperi del Japó va respondre enviant la seva pròpia força a Corea per aixafar el Tonghak i va instal·lar un govern titella a Seül. La Xina s'hi va oposar i es va produir la guerra. Les hostilitats van resultar breus, amb tropes terrestres japoneses encaminant les forces xineses a la península de Liaodong i gairebé destruint la flota xinesa de Beiyang a la  batalla del riu Yalu. Japó i Xina van signar el tractat de Shimonoseki, que va cedir la península de Liaodong i l'illa de Taiwan al Japó. Després del tractat de pau, Rússia, Alemanya i França van obligar el Japó a retirar-se de la península de Liaodong. Els líders del Japó no sentien que posseïen la força per resistir el poder combinat de Rússia, Alemanya i França, i per això van cedir a l'últimàtum. Al mateix temps, els japonesos no van abandonar els seus intents de forçar Corea a l'esfera d'influència japonesa. El 8 d'octubre de 1895, la reina Min de Corea, el líder de la facció anti-japonesa i pro-xinesa a la cort coreana, va ser assassinada per agents japonesos a les sales del palau Gyeongbokgung, un fet que va provocar un mal funcionament quan va convertir l'opinió pública coreana. contra el Japó. A principis de 1896, el rei Gojong de Corea va fugir a la legació russa a Seül, creient que la seva vida estava en perill per part dels agents japonesos, i la influència russa a Corea va començar a predominar. Després de la fugida del rei, una revolta popular va enderrocar el govern pro-japonès i diversos ministres del gabinet van ser linxats als carrers.
El 1897, Rússia va ocupar la península de Liaodong va construir la fortalesa de Port Arthur i va fundar la flota russa del Pacífic al port. L'adquisició de Port Arthur per part de Rússia va ser principalment una acció anti-britànica per contrarestar l'ocupació britànica de Wei-hai-Wei, però al Japó es va percebre com una acció anti-japonesa. Alemanya va ocupar la badia de Jiaozhou, va construir la fortalesa de Tsingtao i va fundar l'esquadró alemany d'Àsia Oriental en aquest port. Entre el 1897 i el 1903, els russos van construir el ferrocarril oriental xinès (CER) a Manxúria. El ferrocarril oriental xinès era propietat conjunta dels governs rus i xinès, però la direcció de l'empresa era totalment russa, la línia es construïa a l'ample rus i les tropes russes estaven estacionades a Manxúria per protegir el trànsit ferroviari al CER dels atacs de bandits. La seu de l'empresa CER estava situada a la nova ciutat de Harbin, la "Moscou d'Orient", construïda per Rússia. A partir de 1897, Manxúria, encara que nominalment formava part del "Gran Imperi Qing", va començar a assemblar-se cada cop més a una província russa.

### Invasió russa
El desembre de 1897 va aparèixer una flota russa davant de Port Arthur. Al cap de tres mesos, el 1898, la Xina i Rússia van negociar una convenció mitjançant la qual la Xina va arrendar (a Rússia) Port Arthur, Talienwan i les aigües circumdants. Les dues parts van acordar a més que la convenció es pogués prorrogar de mutu acord. Els russos esperaven clarament aquesta extensió, ja que no van perdre temps en ocupar el territori i en fortificar Port Arthur, el seu únic port d'aigua calenta a la costa del Pacífic i de gran valor estratègic. Un any després, per consolidar la seva posició, els russos van començar a construir un nou ferrocarril des de Harbin a través de Mukden fins a Port Arthur, el ferrocarril sud de Manxúria. El desenvolupament del ferrocarril es va convertir en un factor que va contribuir a la Rebel·lió dels Bòxers, quan les forces dels Boxers van cremar les estacions de ferrocarril.
Els russos també van començar a incursionar a Corea. El 1898 havien adquirit concessions mineres i forestals a prop dels rius Yalu i Tumen, causant molta ansietat als japonesos. El Japó va decidir atacar abans que els russos completessin el ferrocarril transsiberià.

### La Revolta dels Bòxers

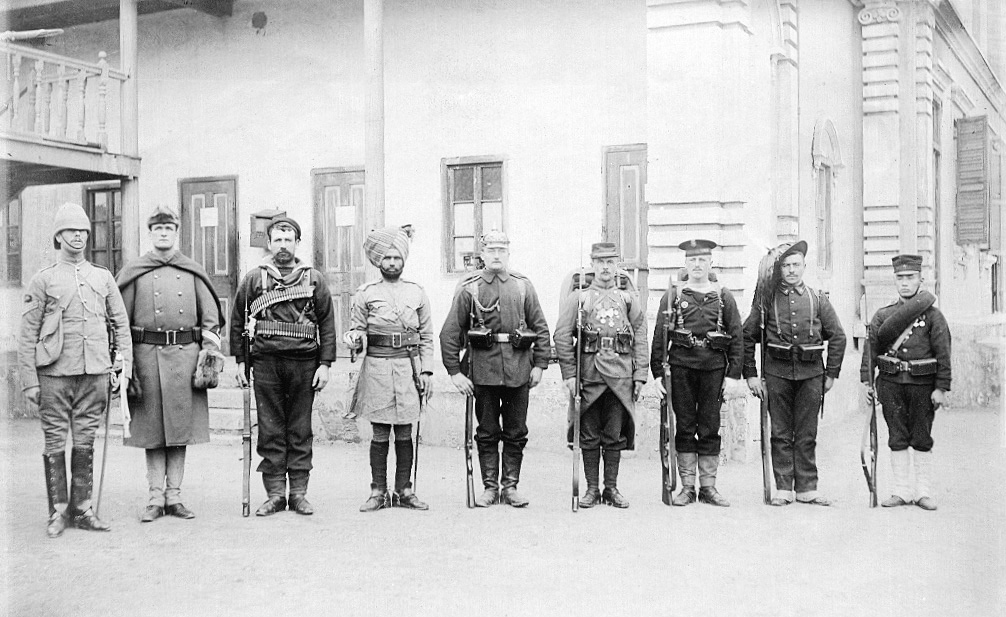
Tropes de l'Aliança de les Vuit Nacions el 1900. D'esquerra a dreta: Gran Bretanya, Estats Units, Austràlia, Índia, Alemanya, França, Àustria-Hongria, Itàlia, Japó.

Els russos i els japonesos van aportar tropes a la força internacional de vuit membres enviada el 1900 per sufocar la rebel·lió dels Bòxers i per alleujar les legacions internacionals assetjades a la capital xinesa, Pequín. Rússia ja havia enviat 177.000 soldats a Manxúria, nominalment per protegir els seus ferrocarrils en construcció. Les tropes de l'Imperi Qing i els participants de la Rebel·lió dels Bòxers no van poder fer res contra un exèrcit tan massiu i van ser expulsats de Manxúria. Després de la rebel·lió dels bòxers, 100.000 soldats russos estaven estacionats a Manxúria. Les tropes russes s'hi havien establert i malgrat les garanties que abandonarien la zona després de la crisi, el 1903 els russos no havien establert un calendari de retirada i n'havien reforçat la seva posició.

### Negociacions d'abans de la guerra
L'estadista japonès Itō Hirobumi va començar a negociar amb els russos. Va considerar el Japó massa feble per expulsar militarment els russos, de manera que va proposar donar a Rússia el control sobre Manxúria a canvi del control japonès de Corea del Nord. Dels cinc Genrō (homes d'estat majors) que formaven l'oligarquia Meiji, Itō Hirobumi i el comte Inoue Kaoru es van oposar a la idea de la guerra contra Rússia per motius financers, mentre que Katsura Tarō, Komura Jutarō i el mariscal de camp Yamagata Aritomo van mostrar-se a favor de la guerra. Mentrestant, Japó i Gran Bretanya havien signat l'Aliança Anglo-Japonesa el 1902 - els britànics que intentaven restringir la competència naval mantenint els ports marítims russos del Pacífic de Vladivostok i Port Arthur del seu ple ús. L'aliança del Japó amb els britànics significava, en part, que si alguna nació s'aliava amb Rússia durant qualsevol guerra contra el Japó, llavors Gran Bretanya entraria en la guerra del bàndol japonès. Rússia ja no podia comptar amb rebre ajuda ni d'Alemanya ni de França sense el perill de la participació britànica en la guerra. Amb aquesta aliança, el Japó es va sentir lliure de començar les hostilitats, si calia.
La dècada de 1890 i 1900 va marcar el moment àlgid de la propaganda del "perill groc" per part del govern alemany, i l'emperador alemany Guillem II (r . 1888-1918) sovint escrivia cartes al seu cosí l'emperador Nicolau II de Rússia, elogiant-lo com el "salvador" de la raça blanca i instant Rússia a avançar a Àsia. A partir de novembre de 1894, Guillem escrivia cartes lloant Nicolau com a defensor europeu del "perill groc", assegurant al tsar que Déu mateix havia "triat" Rússia per defensar Europa de la suposada amenaça asiàtica. L'1 de novembre de 1902, Guillem va escriure a Nicolau que "certs símptomes a l'Est semblen demostrar que el Japó s'està convertint en un client força inquiet" i "és evident per a qualsevol ment imparcial que Corea ha de ser russa Guillem Guillem va acabar la seva carta amb l'advertència que el Japó i la Xina aviat s'unirien contra Europa, escrivint:
| « | De vint a trenta milions de xinesos, recolzats per mitja dotzena de divisions japoneses, dirigides per competents i intrèpids oficials japonesos, plens d'odi al cristianisme, aquesta és una visió del futur que no es pot contemplar sense preocupació i que no és impossible. al contrari, és la constatació del perill groc, que vaig descriure fa uns anys i la majoria de la gent em va ridiculitzar per la meva representació gràfica ... El vostre devot amic i cosí, Willy, almirall de l'Atlàntic. | » |

Guillem va animar agressivament les ambicions de Rússia a Àsia perquè França, aliada de Rússia des del 1894, era menys que partidària de l'expansionisme rus a Àsia, i es va creure a Berlín que el suport alemany de Rússia podria trencar l'aliança franco-russa i conduir a una nova aliança germanorussa.
Els francesos, que havien estat els aliats més propers de Rússia des de 1894, van deixar clar que desaprovaven la política avançada de Nicholas a Àsia; el primer ministre francès Maurice Rouvier (al càrrec: de maig a desembre de 1887) declarant públicament que l'aliança franco-russa s'aplicava només a Europa, no a Àsia, i que França es mantindria neutral si el Japó atacava Rússia. El president nord-americà Theodore Roosevelt (en el càrrec 1901-1909), que intentava mediar la disputa rus-japonesa, es va queixar de la propaganda del "Perill groc" de Guillem, que implicava fermament que Alemanya podria anar a la guerra contra el Japó en suport de Rússia, va fomentar la intransigència russa. El 24 de juliol de 1905, en una carta al diplomàtic britànic Cecil Spring Rice, Roosevelt va escriure que Guillem tenia una responsabilitat parcial de la guerra, ja que "ha fet tot el que va poder per dur-la a terme", acusant les constants advertències de Guillem sobre "Perill groc".
La promesa implícita de suport alemany suggerida pels discursos i cartes de Guillem sobre el "Perill Groc" a Nicolau va fer que molts responsables de la presa de decisions a Sant Petersburg creguessin que les debilitats militars de Rússia a l'Extrem Orient (com la línia de ferrocarril transsiberiana incompleta) no importaven— van assumir que el Reich vindria a ajudar Rússia si arribava la guerra. De fet, ni Guillem ni el seu canceller, el príncep Bernhard von Bülow (en el càrrec: 1900–1909), tenien molt interès per l'Àsia oriental, i les cartes de Guillem a Nicolau elogiant-lo com el salvador d'Europa contra el "perill groc" eren realment destinades a provocar canvis a l'equilibri de poder a Europa, ja que Guillem creia que qualsevol enredament rus amb el Japó trencaria l'aliança franco-russa i provocaria que Nicolau signés una aliança amb Alemanya. Aquest va ser el cas especialment quan Alemanya s'havia embarcat en el "Pla Tirpitz" i una política de Weltpolitik (des de 1897) destinada a desafiar la posició de Gran Bretanya com a primera potència mundial. Atès que Gran Bretanya estava aliada amb el Japó, si Alemanya pogués manipular Rússia i Japó per entrar en guerra entre ells, això al seu torn suposadament portaria a Rússia a girar cap a Alemanya.
A més, Guillem creia que si sorgia una aliança rusoalemanya, França es veuria obligada a unir-s'hi. També esperava que Rússia seguís una política expansionista a Àsia, aquesta es distreuria i es mantindria fora dels Balcans, eliminant així la principal font de tensió entre Rússia i l'aliat alemany Àustria-Hongria.  Durant la guerra, Nicolau, que va prendre el valor dels discursos de Guillem sobre el "perill groc", va posar molta esperança en la intervenció alemanya del seu costat. Més d'una vegada Nicolau va optar per continuar la guerra amb la creença que el Kaiser vindria a la seva ajuda.
Tot i les garanties anteriors de que Rússia retiraria completament de Manxúria les forces que havia enviat per esclafar la rebel·lió dels bòxers el 8 d'abril de 1903, aquell dia va passar sense cap reducció de les forces russes en aquesta regió. Al Japó, els estudiants universitaris es van manifestar tant contra Rússia com contra el seu propi govern per no prendre cap mesura. El 28 de juliol de 1903, a Kurino Shin'ichirō, el ministre japonès de Sant Petersburg, se li va ordenar que presentés la seva opinió contrària als plans de consolidació de Rússia a Manxúria. El 3 d'agost de 1903, el ministre japonès va lliurar el document següent per servir de base per a futures negociacions:
1. Compromís mutu per respectar la independència i la integritat territorial dels imperis xinès i coreà i per mantenir el principi d'igualtat d'oportunitats per al comerç i la indústria de totes les nacions d'aquests països.
2. Reconeixement recíproc dels interessos preponderants del Japó a Corea i dels interessos especials de Rússia en les empreses ferroviàries de Manxúria i del dret del Japó a adoptar a Corea i Rússia a prendre a Manxúria les mesures que siguin necessàries per a la protecció dels seus respectius interessos, tal com es va esmentar anteriorment. definit, subjecte, però, al que disposa l'article I d'aquest acord.
3. Compromís recíproc per part de Rússia i el Japó de no impedir el desenvolupament d'aquestes activitats industrials i comercials, respectivament, del Japó a Corea i de Rússia a Manxúria, que no són incompatibles amb les estipulacions de l'article I d'aquest acord. Compromís addicional per part de Rússia per no impedir l'extensió eventual del ferrocarril coreà al sud de Manxúria per connectar amb les línies de la Xina Oriental i Shan-hai-kwan – Newchwang.
4. Compromís recíproc que, en cas que es consideri necessari enviar tropes del Japó a Corea o de Rússia a Manxúria, amb la finalitat de protegir els interessos esmentats a l'article II d'aquest acord, o de suprimir la insurrecció o el desordre calculat per crear complicacions internacionals, les tropes enviades en cap cas superaran el nombre real requerit i seran retirades immediatament tan aviat com es compleixin les seves missions.
5. Reconeixement per part de Rússia del dret exclusiu del Japó a donar consells i assistència en interès de la reforma i el bon govern a Corea, inclosa l'assistència militar necessària.
6. Aquest acord substitueix tots els acords previs entre Japó i Rússia respecte a Corea.

El 3 d'octubre de 1903, el ministre rus al Japó, Roman Rosen, va presentar al govern japonès la contraproposta russa com a base de negociacions, de la següent manera:
1. Compromís mutu per respectar la independència i la integritat territorial de l'Imperi coreà.
2. Reconeixement per part de Rússia dels interessos preponderants del Japó a Corea i del dret del Japó a donar consells i ajuda a Corea que tendeixi a millorar l'administració civil de l'imperi sense infringir l'estipulació de l'article I.
3. Compromís per part de Rússia de no impedir els compromisos comercials i industrials del Japó a Corea, ni d'oposar-se a les mesures preses amb la finalitat de protegir-les sempre que aquestes mesures no infringeixin les estipulacions de l'article I.
4. Reconeixement del dret del Japó a enviar tropes a Corea amb el mateix propòsit, amb coneixement de Rússia, però el seu nombre no superarà el realment requerit, i amb el compromís per part del Japó de recuperar aquestes tropes tan aviat com hagin estat la seva missió s'aconsegueix.
5. Compromís mutu de no utilitzar cap part del territori de Corea amb finalitats estratègiques ni d'emprendre a les costes de Corea cap obra militar capaç de posar en perill la llibertat de navegació a l'estret de Corea.
6. Compromís mutu per considerar aquella part del territori de Corea situada al nord del paral·lel 39 com una zona neutral en què cap de les parts contractants introduirà tropes.
7. Reconeixement per part del Japó de Manxúria i del seu litoral com en tots els aspectes fora del seu àmbit d'interès.
8. Aquest acord substitueix tots els acords anteriors entre Rússia i el Japó sobre Corea.

Durant les converses rus-japoneses, va assenyalar l'historiador japonès Hirono Yoshihiko, "un cop iniciades les negociacions entre Japó i Rússia, Rússia va reduir les seves demandes i reclamacions sobre Corea a poc a poc, fent una sèrie de concessions que Japó considerava seriosos compromisos per part de Rússia". La guerra podria no haver esclatat si els problemes de Corea i Manxúria no estiguessin vinculats. Les qüestions coreanes i manxúries s'havien vinculat quan el primer ministre del Japó, Katsura Tarō (en el càrrec 1901-1906), va decidir si arribaria la guerra, que el Japó tindria més el suport dels Estats Units i la Gran Bretanya si la guerra es pogués presentar com una lluita pel lliure comerç contra l'imperi altament proteccionista rus, en aquest cas, Manxúria, que era el mercat més gran que Corea, tenia més probabilitats de comprometre simpaties anglo-americanes. Al llarg de la guerra, la propaganda japonesa va presentar el tema recurrent del Japó com una potència "civilitzada" (que donava suport al lliure comerç i que implícitament permetria a les empreses estrangeres entrar a la regió rica en recursos de Manxúria) contra Rússia la potència "incivilitzada" (que era proteccionista i volia mantenir les riqueses de Manxúria per a si mateixa).
L'emperador Gojong de Corea (rei del 1864 al 1897, emperador del 1897 al 1907) va arribar a creure que la qüestió que dividia el Japó i Rússia era Manxúria i va optar per seguir una política de neutralitat com la millor manera de preservar la independència de Corea a mesura que va augmentar la crisi. En una sèrie d'informes a Pequín, Hu Weide, l'ambaixador xinès a Sant Petersburg del juliol del 1902 al setembre del 1907, va examinar atentament si una victòria russa o japonesa seria favorable a la Xina i va argumentar que aquesta última era preferible, ja que mantenia una victòria japonesa, presentava les millors possibilitats per a la Xina de recuperar la sobirania sobre Manxúria. Al desembre de 1903, la Xina va decidir mantenir-se neutral si arribava la guerra, perquè tot i que Japó era l'única potència capaç de desallotjar Rússia de Manxúria, l'abast de les ambicions japoneses a Manxúria no era clar per a Pequín.
Després van seguir les negociacions rus-japoneses, tot i que a principis de gener de 1904 el govern japonès es va adonar que Rússia no estava interessada a resoldre els problemes manxús o coreans. En canvi, l'objectiu de Rússia era guanyar temps —a través de la diplomàcia— per construir encara més militarment. El desembre de 1903, Guillem va escriure en una nota marginal sobre un enviament diplomàtic sobre el seu paper en la inflamació de les relacions russo-japoneses:
| « | Des del 97, Kiaochow, mai no hem deixat Rússia amb cap dubte que la cobriríem a Europa, en cas que decidís emprendre una política més gran a l'Extrem Orient que pogués comportar complicacions militars (amb l'objectiu d'alleujar la nostra frontera oriental) de la temible pressió i l'amenaça de l'immens exèrcit rus!). Aleshores, Rússia va agafar Port Arthur i confiant en nosaltres, va treure la seva flota del Bàltic, fent-se vulnerable a nosaltres per mar. A Danzig 01 i Reval 02, es va tornar a donar la mateixa garantia, amb el resultat que divisions russes senceres de Polònia i la Rússia europea estaven i s'enviarien a l'extrem orient. Això no hauria passat si els nostres governs no estiguessin d'acord! | » |

Un tema recurrent de les cartes de Guillem a Nicolau era que Déu havia "triat" la "Rússia Santa" per salvar la "raça blanca sencera" del "perill groc" i que Rússia tenia "dret" a annexionar tota Corea, Manxúria, i el nord de la Xina fins a Beijing. Guillem va assegurar a Nicolau que un cop Rússia derrotés el Japó, això seria un cop mortal per a la diplomàcia britànica i que els dos emperadors, l'autoproclamat "Almirall de l'Atlàntic" i "Almirall del Pacífic", governarien Euràsia junts, fent-los capaços de desafiar la potència marítima britànica, ja que els recursos d'Euràsia farien que els seus imperis fossin immunes al bloqueig britànic i, per tant, permetessin a Alemanya i Rússia "dividir els millors" de les colònies britàniques a Àsia entre elles.
Nicolau havia estat disposat a comprometre's amb el Japó, però després de rebre una carta de Guillem atacant-lo com a covard per la seva voluntat de comprometre's amb els japonesos (que, Guillem no deixava de recordar-li a Nicolau, representava el "perill groc") per motius de pau, es va tornar més obstinat. Guillem havia escrit a Nicolau afirmant que la qüestió dels interessos russos a Manxúria i Corea estava al marge del tema, dient que era una qüestió de Rússia.
| « | emprendre la protecció i defensa de la raça blanca i, amb ella, la civilització cristiana, contra la raça groga. I tot el que els Japs estiguin decidits a garantir el domini de la raça groga a l'Àsia oriental, a posar-se al capdavant i organitzar-la i conduir-la a la batalla contra la raça blanca. Aquest és el nucli de la situació i, per tant, hi ha molt pocs dubtes sobre on haurien de radicar les simpaties de tots els europeus intel·ligents a mig camí. Anglaterra va trair els interessos d'Europa a Amèrica d'una manera covarda i vergonyosa sobre la qüestió del Canal de Panamà, per ser deixada en "pau" pels ianquis. El "tsar" trairà també els interessos de la raça blanca cap al groc com "quedar-se en pau" i no avergonyir massa el tribunal de l'Haia ?. | » |

Quan Nicolau va respondre que encara volia la pau, Guillem va tornar a escriure en un telegrama "Tu innocent àngel!", Dient als seus consellers: "Aquest és el llenguatge d'un àngel innocent. Però no el d'un tsar blanc!".  No obstant això, Tòquio creia que Rússia no tenia en compte la cerca d'una solució pacífica a la disputa. El 13 de gener de 1904, el Japó va proposar una fórmula per la qual Manxúria quedaria fora de l'esfera d'influència del Japó i, recíprocament, de Corea fora de la de Rússia. El 21 de desembre de 1903, el gabinet de Tarō va votar per entrar en guerra contra Rússia.

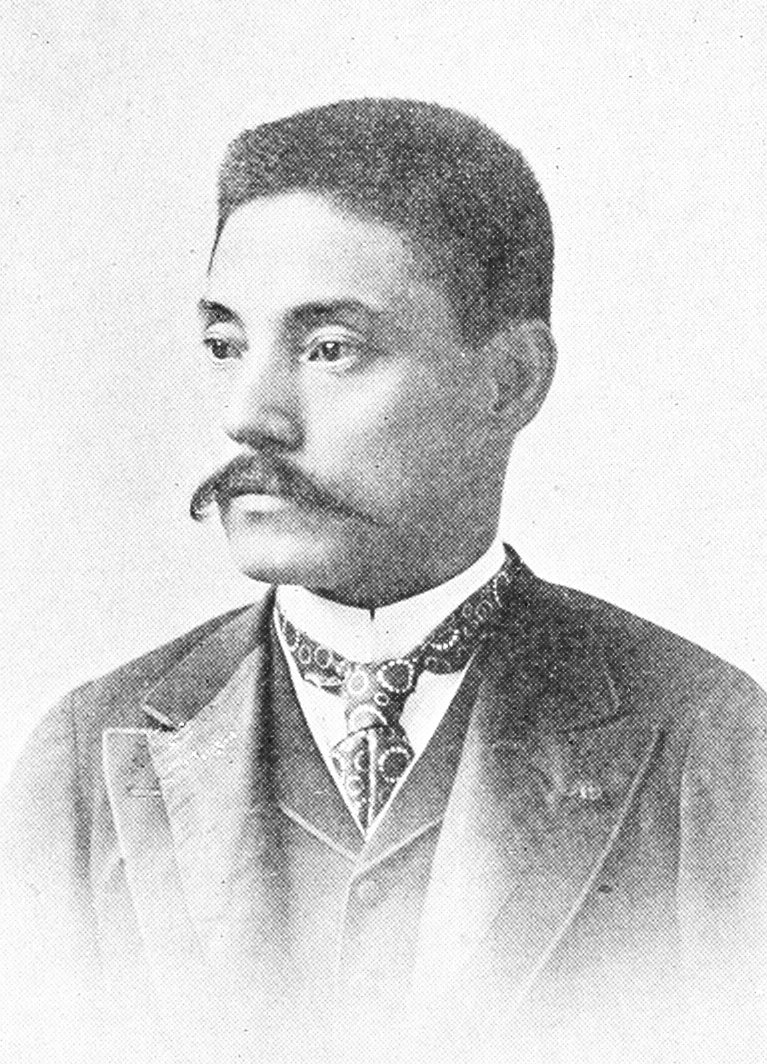
Kurino Shin'ichirō

El 4 de febrer de 1904 no s'havia rebut cap resposta formal de Sant Petersburg. El 6 de febrer es va retirar el ministre japonès a Rússia, Kurino Shin'ichirō, i el Japó va trencar les relacions diplomàtiques amb Rússia.
La resolució diplomàtica potencial de preocupacions territorials entre Japó i Rússia va fracassar; els historiadors han argumentat que això va resultar directament de les accions de l'emperador Nicolau II. De manera crucial, Nicolau va gestionar malament el seu govern. Tot i que alguns estudiosos sostenen que la situació va sorgir de la determinació de Nicolau II d'utilitzar la guerra contra el Japó per provocar un renaixement del patriotisme rus, cap evidència històrica recolza aquesta afirmació. Els assessors del tsar no van donar suport a la guerra, preveient problemes en el transport de tropes i subministraments de la Rússia europea a l'est. El mateix tsar va retardar les negociacions amb el govern japonès en creure que estava protegit per Déu i l'autocràcia. La comprensió japonesa d'això es pot veure en un telegrama del ministre japonès d'Afers Exteriors, Komura, al ministre de Rússia, en el qual afirmava:
| « | ... el govern japonès en tot moment durant el progrés de les negociacions ha convertit en un punt especial donar respostes ràpides a totes les proposicions del govern rus. Les negociacions estan pendents de no menys de quatre mesos i encara no han arribat a una fase en què es pugui predir amb certesa la qüestió final. En aquestes circumstàncies, el govern japonès no pot deixar de considerar amb molta preocupació la situació de la qual són en gran part responsables els retards en les negociacions. | » |

Alguns erudits han suggerit que Nicolau II va arrossegar Japó a la guerra intencionadament, amb l'esperança de ressuscitar el nacionalisme rus. Aquesta noció entra en conflicte amb un comentari fet per Nicolau al Kaiser Guillem d'Alemanya, que deia que no hi hauria guerra perquè "no ho desitjava". Això no rebutja l'afirmació que Rússia va tenir un paper agressiu a l'Est, cosa que va fer; més aviat, vol dir que Rússia calculava i suposava que el Japó no aniria a la guerra contra la marina i l'exèrcit aparentment superiors de Rússia. Nicolau menyspreava els japonesos considerant-los com a "micos grocs", i donava per fet que els japonesos simplement cedirien davant el poder superior de Rússia, cosa que explica així la seva falta de voluntat de compromís. L'evidència del fals sentiment de seguretat i superioritat de Rússia cap al Japó es veu per la referència russa a l'elecció del Japó de la guerra com un gran error.

## Declaració de guerra
El Japó va emetre una declaració de guerra el 8 de febrer de 1904. No obstant això, tres hores abans que el govern rus rebés la declaració de guerra del Japó, i sense previ avís, la Marina Imperial japonesa va atacar la flota russa de l'Extrem Orient a Port Arthur.
El tsar Nicolau II va quedar bocabadat amb la notícia de l'atac. No podia creure que el Japó cometés un acte de guerra sense una declaració formal i els seus ministres li havien assegurat que els japonesos no lluitarien. Quan va arribar l'atac, segons Cecil Spring Rice, primer secretari de l'ambaixada britànica, va deixar el tsar "gairebé incrèdul".
Rússia va declarar la guerra al Japó vuit dies després. El Japó, en resposta, va fer referència a l'atac rus a Suècia el 1808 sense declaració de guerra, tot i que el requisit de mediar les disputes entre estats abans de començar les hostilitats es va fer el dret internacional el 1899, i de nou el 1907, a les Conferències de la Haia de 1899 i 1907.
L'Imperi Qing va afavorir la posició japonesa i fins i tot va oferir ajuda militar, però Japó la va declinar. No obstant això, Yuan Shikai va enviar enviats a generals japonesos diverses vegades per lliurar aliments i begudes alcohòliques. Els manxús nadius es van unir a la guerra per ambdues parts com a tropes contractades.

## La guerra

### Campanya de 1904
Port Arthur, a la península de Liaodong, al sud de Manxúria, havia estat fortificat per convertir-se en una important base naval de l'exèrcit imperial rus. Atès que necessitava controlar el mar per poder fer una guerra al continent asiàtic, el primer objectiu militar del Japó era neutralitzar la flota russa a Port Arthur.

#### Batalla de Port Arthur

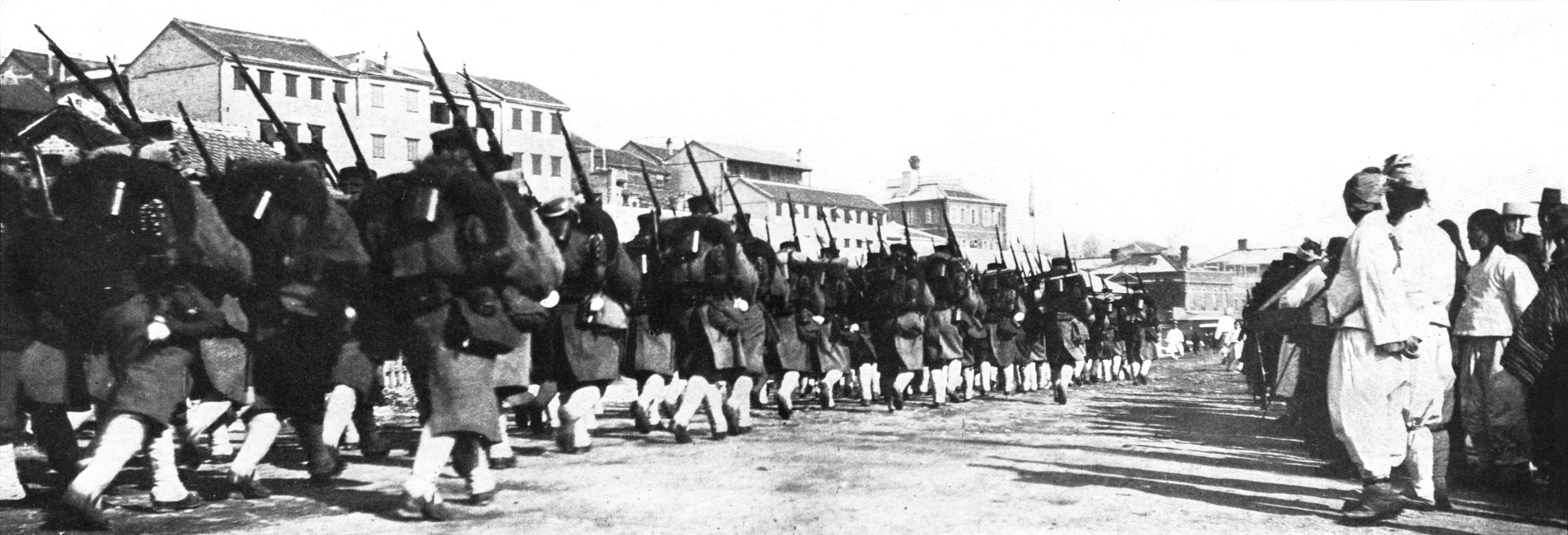
Infanteria japonesa durant l'ocupació de Seül el 1904

La nit del 8 de febrer de 1904, la flota japonesa dirigida per l'almirall Tōgō Heihachirō va iniciar la guerra amb un atac amb destructors torpediners per sorpresa contra els vaixells russos a Port Arthur. L'atac va danyar molt els Tsesarevitx i Retvizan, els cuirassats més pesats del teatre de l'Extrem Orient rus i el creuer Pallada de 6.600 tones Aquests atacs es van convertir en la batalla de Port Arthur el matí següent. Van seguir una sèrie de compromisos navals indecisos, en què l'almirall Tōgō no va poder atacar amb èxit la flota russa, ja que estava protegida per les bateries del port i els russos eren reticents a abandonar el port per mar obert, especialment després de la mort de l'almirall Stepan Osipovitx Makarov el 13 d'abril de 1904. Tot i que la batalla real de Port Arthur va ser indecisa, els atacs inicials van tenir un efecte psicològic devastador sobre Rússia, que tenia confiança en la perspectiva de la guerra. Els japonesos havien pres la iniciativa mentre els russos esperaven al port.
Aquests combats van donar cobertura a un desembarcament japonès prop d'Inchon a Corea. Des d'Incheon els japonesos van ocupar Hanseong i després la resta de Corea. Després de l'ocupació japonesa de Hanseong, l'emperador Gojong va enviar un destacament de 17.000 soldats per donar suport a Rússia. A finals d'abril, l'exèrcit imperial japonès dirigit per Kuroki Tamemoto estava preparat per creuar el riu Yalu fins a la Manxúria ocupada per russos.

#### Bloqueig de Port Arthur

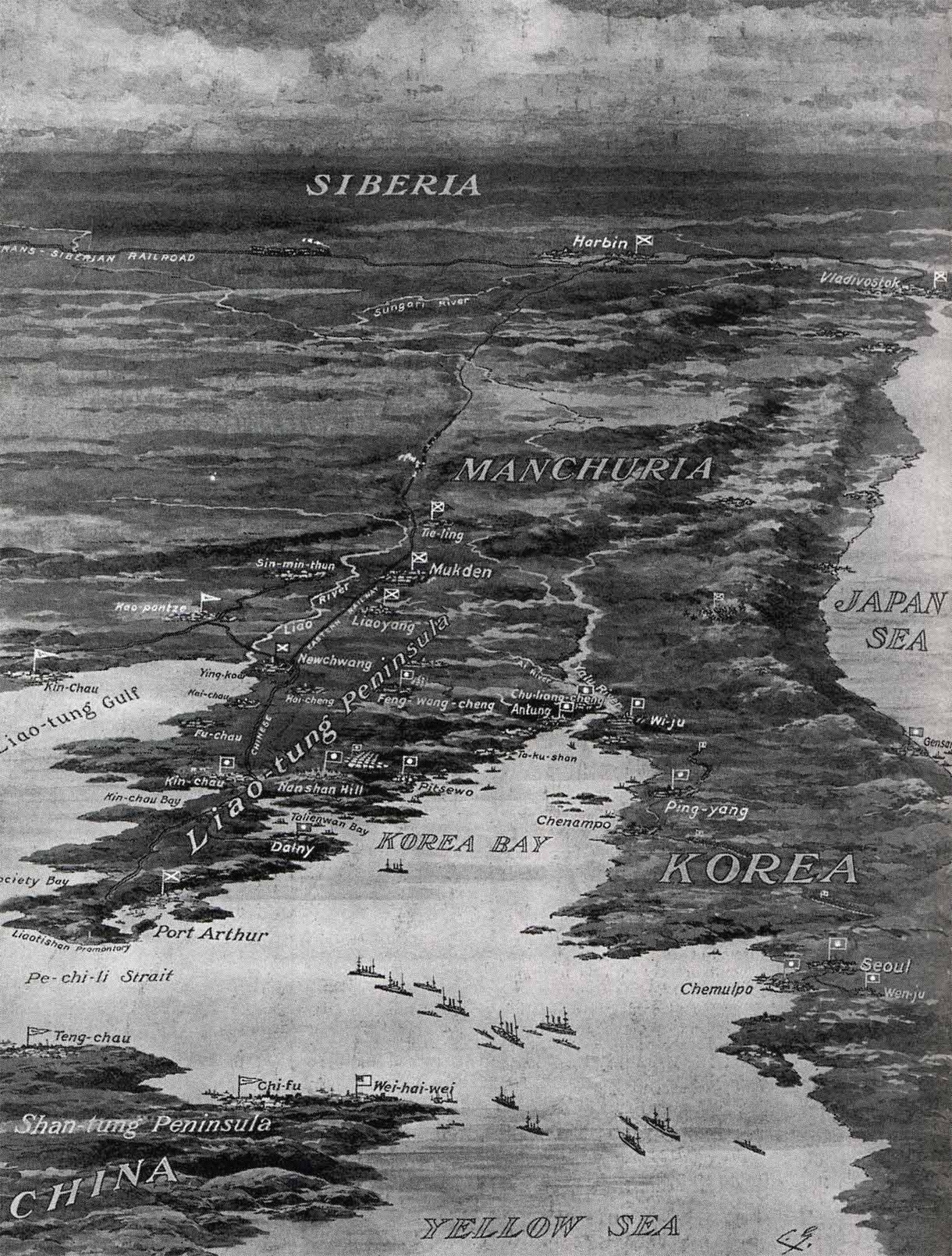
Camps de batalla a la guerra russo-japonesa

Els japonesos van intentar negar als russos l'ús de Port Arthur. Durant la nit del 13 al 14 de febrer, els japonesos van intentar bloquejar l'entrada a Port Arthur enfonsant diversos vapors plens de formigó al canal d'aigües profundes fins al port, però es van enfonsar massa per ser efectius. Un intent similar de bloquejar l'entrada del port durant la nit del 3 al 4 de maig també va fracassar. Al març, el carismàtic vicealmirall Makarov havia pres el comandament de la primera esquadrilla russa del Pacífic amb la intenció de sortir del bloqueig de Port Arthur.
El 12 d'abril de 1904, dos cuirassats russos pre-dreadnought, el vaixell insígnia Petropavlovsk i el Pobeda, es van lliscar del port però van impactar amb les mines japoneses davant de Port Arthur. El Petropavlovsk es va enfonsar gairebé immediatament, mentre que la Pobeda va haver de ser remolcada de tornada a port per a reparacions extenses. L'almirall Makarov, l'estrateg naval rus més eficaç de la guerra, va morir al cuirassat Petropavlovsk.
El 15 d'abril de 1904, el govern rus va fer obertures amenaçant d'apoderar-se dels corresponsals de guerra britànics que portaven el vaixell SS Haimun a zones de guerra per informar al diari Times, amb seu a Londres, i va citar preocupacions sobre la possibilitat que els britànics cedissin posicions russes a la flota japonesa.
Els russos van aprendre ràpidament, i aviat van emprar, la tàctica japonesa de minatge ofensiu. El 15 de maig de 1904, dos cuirassats japonesos, el Yashima i el Hatsuse, van ser atrets cap un camp de mines rus recentment instal·lat davant de Port Arthur, atacant cadascun com a mínim dues mines. El Hatsuse es va enfonsar en pocs minuts i es va endur 450 mariners amb ell, mentre que el Yashima es va enfonsar mentre estava sota remolc cap a Corea per fer-hi reparacions. El 23 de juny de 1904, va fracassar un intent de ruptura de l'esquadra russa, ara sota el comandament de l'almirall Wilgelm Vitgeft. A finals de mes, l'artilleria japonesa disparava obussos contra el port.

#### Setge de Port Arthur

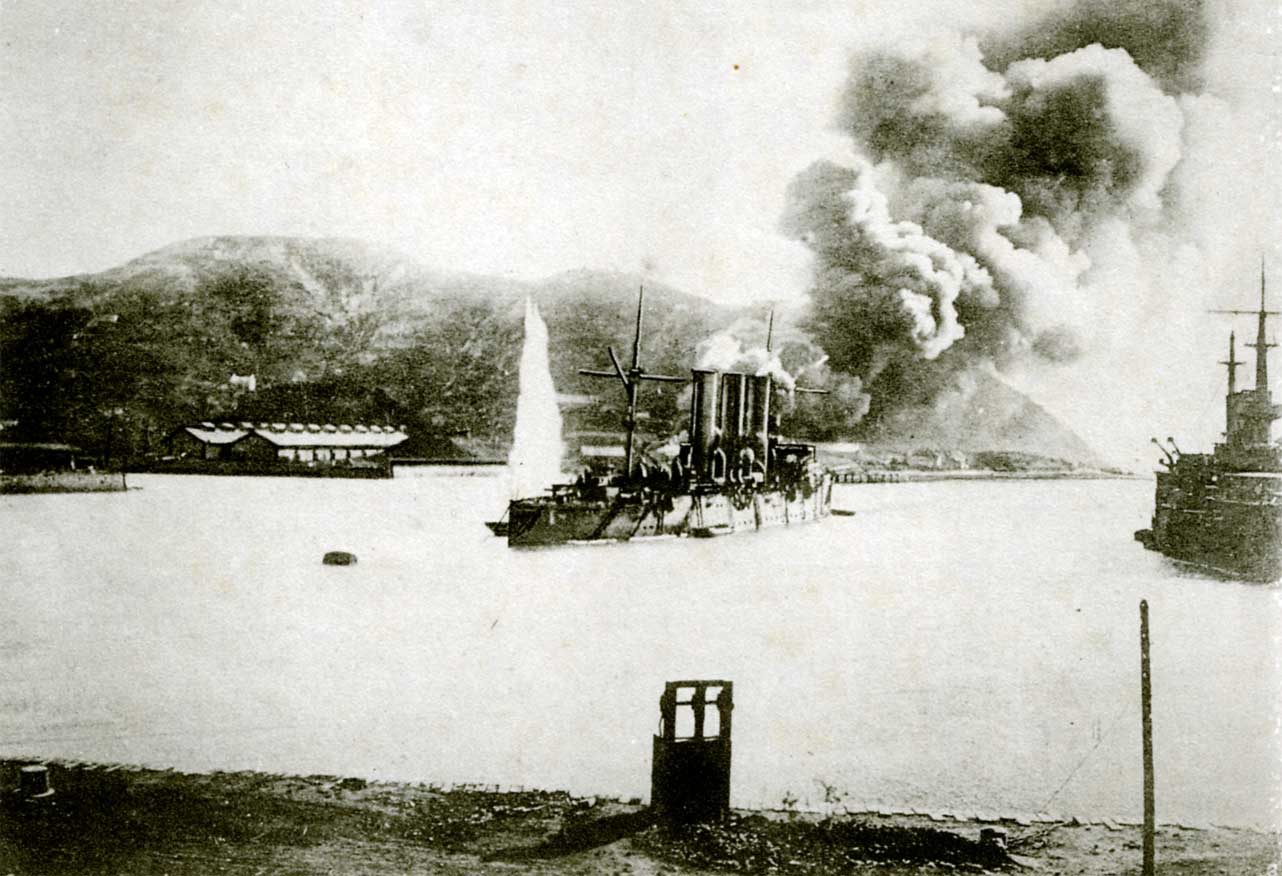
Bombardeig durant el setge de Port Arthur

El setge de Port Arthur va començar l'abril de 1904. Les tropes japoneses van intentar nombrosos assalts frontals als cims fortificats que donaven al port, que van ser derrotats amb milers de víctimes japoneses. Finalment, però, amb l'ajut de diverses bateries d'obusos de 280 mm, els japonesos van ser capaços de capturar el bastió clau del turó el desembre de 1904. Amb un observador al final de la línia telefònica situat en aquest mirador, l'artilleria de llarg abast va ser capaç de desgranar la flota russa, que no va poder prendre represàlies contra una artilleria terrestre invisible a l'altra banda del cim del turó i no va poder sortir cap a la flota bloquejant. Quatre cuirassats russos i dos creuers van ser enfonsats successivament, i el cinquè i darrer cuirassat es va veure obligat a escampar poques setmanes després. Així, tots els vaixells capitals de la flota russa al Pacífic van quedar enfonsats. Aquest és probablement l'únic exemple de la història militar quan una escala de devastació va ser aconseguida per l'artilleria terrestre contra els principals vaixells de guerra.

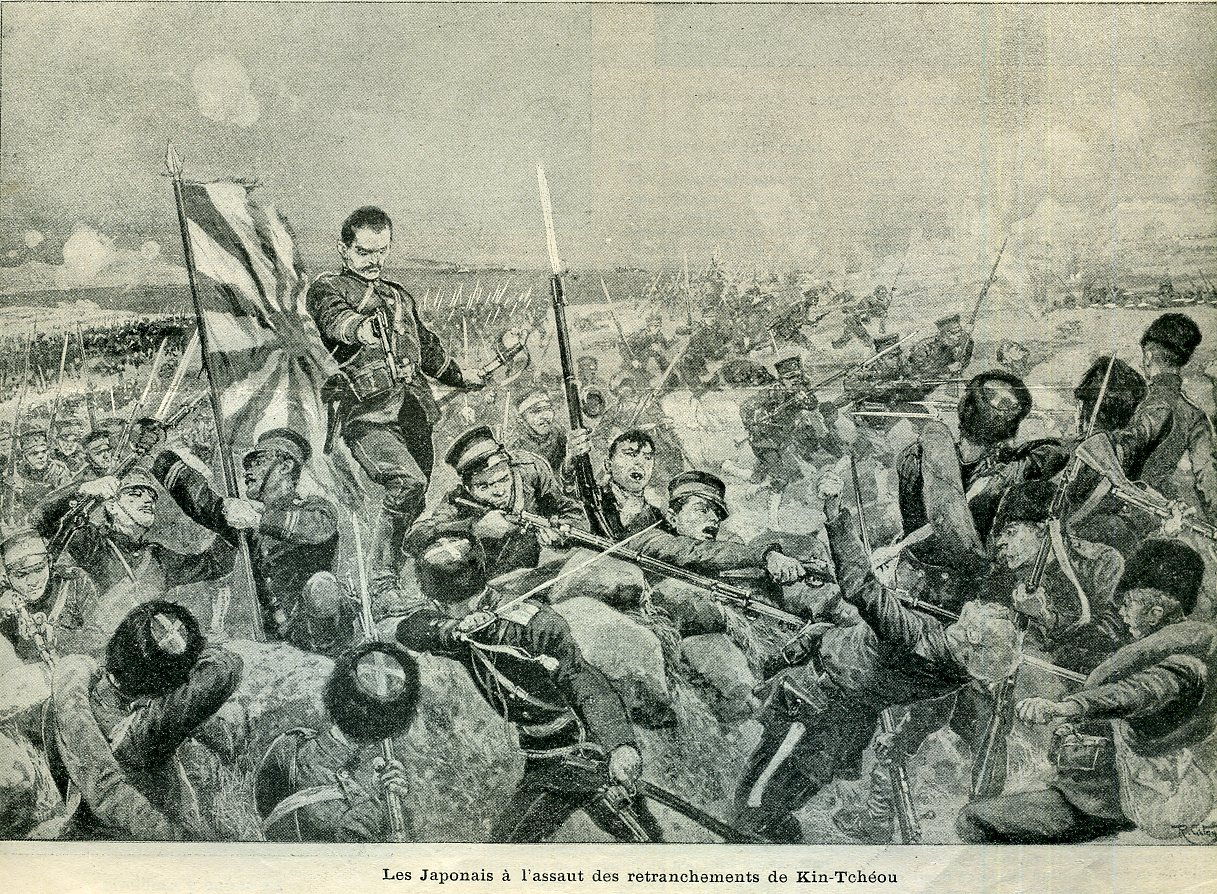
Assalt japonès contra les forces russes atrinxerades, 1904

Mentrestant, els intents de rellevar la ciutat assetjada per terra també van fracassar i, després de la batalla de Liaoyang a finals d'agost, la força del nord de Rússia que podria haver estat capaç de rellevar Port Arthur es va retirar a Mukden. El major general Anatoli Stessel, comandant de la guarnició de Port Arthur, creia que el propòsit de defensar la ciutat es perdia després que la flota hagués estat destruïda. En particular, diverses grans mines subterrànies van ser explotades a finals de desembre, resultant en la costosa captura d'alguns trossos més de la línia defensiva. Stessel, per tant, va decidir rendir-se als generals japonesos sorpresos el 2 de gener de 1905. Va prendre la seva decisió sense consultar ni a la resta de personal militar present, ni al comandament del tsar i militar, tots ells en desacord amb la decisió. Stessel va ser condemnat per un consell de guerra el 1908 i condemnat a mort per una defensa incompetent i per desobeir les ordres. Més tard va ser indultat.

#### Cooperació d'intel·ligència anglo-japonesa
Fins i tot abans de la guerra, la intel·ligència britànica i japonesa havia cooperat contra Rússia a causa de l'Aliança Anglo-japonesa. Durant la guerra, les estacions de l'exèrcit indi a Malaia i la Xina sovint interceptaven i llegien el trànsit de cables sense fils i telègrafs relacionats amb la guerra, que es compartia amb els japonesos. Al seu torn, els japonesos van compartir informació sobre Rússia amb els britànics amb un escrit oficial britànic de la "qualitat perfecta" de la intel·ligència japonesa. En particular, la intel·ligència britànica i japonesa va reunir moltes proves que Alemanya donava suport a Rússia durant la guerra com a part d'un intent de pertorbar el balanç de poder a Europa, cosa que va fer que els funcionaris britànics percebessin cada vegada més aquest país com una amenaça per a l'ordre internacional.

#### Batalla del riu Yalu
En contrast amb l'estratègia japonesa de guanyar terreny ràpidament per controlar Manxúria, l'estratègia russa es va centrar en la lluita contra les accions endarrerides per guanyar temps perquè arribessin reforços a través del llarg ferrocarril transsiberià, que en aquell moment estava incomplet a prop d'Irkutsk. L'1 de maig de 1904, la batalla del riu Yalu es va convertir en la primera gran batalla terrestre de la guerra; les tropes japoneses van assaltar una posició russa després de travessar el riu. La derrota del destacament oriental rus va eliminar la percepció que els japonesos serien un enemic fàcil, que la guerra seria curta i que Rússia seria el vencedor aclaparador. Aquesta també va ser la primera batalla en dècades que va suposar una victòria asiàtica sobre una potència europea i va marcar la incapacitat de Rússia per igualar la destresa militar del Japó. Les tropes japoneses van desembarcar en diversos punts de la costa de Manxúria i, en una sèrie de compromisos, van conduir els russos cap a Port Arthur. Les batalles posteriors, inclosa la batalla de Nanshan el 25 de maig de 1904, van estar marcades per fortes pèrdues japoneses en gran part per atacar posicions russes atrinxerades.

#### Batalla del Mar Groc
Amb la mort de l'almirall Stepan Makarov durant el setge de Port Arthur l'abril de 1904, l'almirall Wilgelm Vitgeft va ser nomenat comandant de la flota de batalla i se li va ordenar que sortís de Port Arthur i desplegués la seva força a Vladivostok. Hissant la seva bandera al cuirassat pre-dreadnought de construcció francesa Tsesarevitx, Vitgeft va procedir a dirigir els seus sis cuirassats, quatre creuers i 14 destructors de torpedes al mar Groc a primera hora del matí del 10 d'agost de 1904. L'esperava l'almirall Tōgō i el seu flota de quatre cuirassats, 10 creuers i 18 destructors de torpedes.
Aproximadament a les 12:15, les flotes del cuirassat van obtenir un contacte visual entre elles i, a les 13:00, amb Tōgō creuant la T de Vitgeft, van iniciar el foc principal de la bateria a una distància d'uns vuit quilòmetres, la més llarga que s'havia fet fins aleshores. Durant uns trenta minuts, els cuirassats es van canonejar fins que es van apropar a menys de quatre quilòmetres i van començar a posar en joc les seves bateries secundàries. A les 18:30, un impacte d'un dels cuirassats de Tōgō va encertar el pont del vaixell insígnia de Vitgeft i el va matar a l'instant.
Amb el timó del Tsesarevich encallat i el seu almirall mort en acció, es va tornar de la seva línia de batalla, causant confusió entre la seva flota. No obstant això, Tōgō estava decidit a enfonsar el vaixell insígnia rus i va continuar bombardejant-lo, i només va ser salvat per la càrrega del cuirassat rus de construcció americana Retvizan, el capità del qual va allunyar amb èxit el fort foc de Tōgō del vaixell insígnia rus. Sabent de la imminent batalla amb els reforços del cuirassat que arribaven de Rússia (la flota del Bàltic), Tōgō va optar per no arriscar els seus cuirassats perseguint al seu enemic mentre es giraven i es dirigien de nou a Port Arthur, acabant així amb el duel d'artilleria de més llarg abast de la història naval fins aquell moment i el primer xoc modern de flotes de cuirassats d'acer a alta mar.

#### La flota del Bàltic torna a desplegar-se

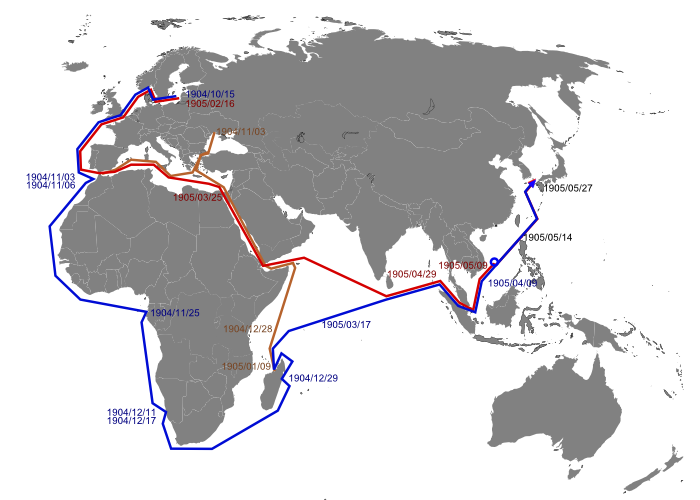
Ruta de la flota del Bàltic, d'anada i tornada

Mentrestant, els russos es preparaven per reforçar la seva flota de l'Extrem Orient enviant la flota del Bàltic, al comandament de l'almirall Zinovi Rojestvenski. Després d'una falsa arrencada causat per problemes de motor i altres contratemps, l'esquadra va marxar definitivament el 15 d'octubre de 1904 i va navegar a mig camí del món des del Mar Bàltic fins al Pacífic a través de la Ruta del cap al voltant del Cap de Bona Esperança en el transcurs d'una odissea de 7 mesos que atrauria l'atenció mundial. L'incident de Dogger Bank el 21 d'octubre de 1904, on la flota russa va disparar contra vaixells pesquers britànics que confondrien amb torpediners enemics, gairebé va provocar una guerra amb el Regne Unit (un aliat del Japó, però neutral, tret que fos provocat). Durant el viatge, la flota es va separar en una porció que travessava el canal de Suez mentre els cuirassats més grans giraven al voltant del cap de Bona Esperança.

#### Efectes sobre els civils
El 1905 es va informar que moltes dones russes van ser violades i, com a resultat, moltes tropes japoneses van ser infectades amb malalties venèries. Durant els combats a Manxúria, hi va haver tropes russes que van saquejar i cremar alguns pobles xinesos, van violar dones i van matar sovint a aquells que resistien o no entenien el que volien. La justificació russa de tot això era que els civils xinesos, sent asiàtics, havien d'ajudar els seus companys asiàtics (els japonesos) a infligir la derrota als russos i, per tant, mereixen ser castigats. Les tropes russes es van apoderar de la por del "perill groc" i van veure a tots els asiàtics, no només als japonesos, com a enemics. La població xinesa de Manxúria temia molt a tots els soldats russos, però eren els cosacs els que temien més a causa de la seva brutalitat i el seu insaciable desig de saquejar. Principalment a causa del comportament més disciplinat dels japonesos, la població han i manxú de Manxúria tendeix a ser pro-japonesa. No obstant això, els japonesos també eren propensos al saqueig, encara que d'una manera considerablement menys brutal que els russos, i van executar sumàriament qualsevol xinès o manxú que sospitessin que eren espies. La ciutat de Liaoyang va tenir la desgràcia de ser saquejada tres vegades en tres dies: primer pels russos, després per la policia xinesa i, finalment, pels japonesos. Els japonesos van contractar bandits xinesos coneguts diversament com Chunguses, Chunchuse o khunhuzy per participar en la guerra de guerrilles atacant les columnes de subministrament russes. Només una vegada els Chunguses van atacar les forces japoneses, i aquest atac va ser motivat pel fet que els Chunguses confonguessin les forces japoneses amb una de russa. Zhang Zuolin, un destacat líder bandoler i el futur "Vell Mariscal" que governaria Manxúria com a senyor de la guerra entre 1916 i 1928, va treballar com a Chunguse per als japonesos. Manxúria encara formava part oficialment de l'Imperi xinès, i els funcionaris xinesos van fer tot el possible per ser neutrals mentre les tropes russes i japoneses marxaven a través de Manxúria. A les parts de Manxúria ocupades pels japonesos, Tòquio va nomenar "governadors civils" que treballaven per millorar la salut, el sanejament i l'estat de les carreteres. Aquestes activitats també es van interessar, ja que la millora de les carreteres reduïa els problemes logístics japonesos, mentre que la salut dels xinesos disminuïa el perill de malalties que infectaven les tropes japoneses. Per contra, els russos no van fer cap esforç per millorar el sanejament ni la salut entre els xinesos i van destruir-ho tot quan es van retirar. Molts xinesos tendien a veure els japonesos com el mal menor.

### Campanya de 1905

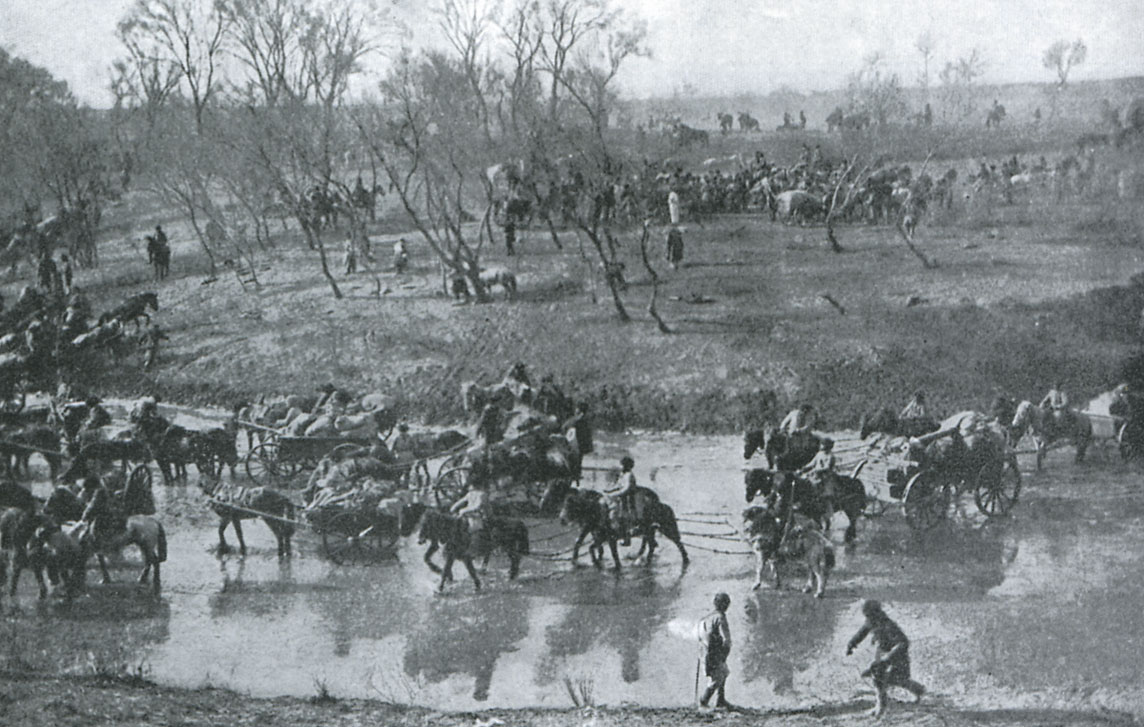
Retirada de soldats russos després de la batalla de Mukden

Amb la caiguda de Port Arthur, el 3r exèrcit japonès podria continuar cap al nord per reforçar les posicions al sud de Mukden, de possessió russa. Amb l'inici del sever hivern de Manxúria, no hi havia hagut compromisos importants amb la terra des de la batalla de Shaho l'any anterior. Els dos bàndols van acampar enfrontats al llarg de 110 km de línies de front al sud de Mukden.

#### Batalla de Sandepu
El Segon Exèrcit rus sota el comandament del general Oskar Gripenberg, entre el 25 i el 29 de gener, va atacar el flanc esquerre japonès prop de la ciutat de Sandepu, gairebé travessant-lo. Això va sorprendre als japonesos. No obstant això, sense el suport d'altres unitats russes l'atac es va estancar, Gripenberg va rebre l'ordre de Kuropatkin de detenir-se i la batalla no va ser concloent. Els japonesos sabien que havien de destruir l'exèrcit rus a Manxúria abans que arribessin els reforços russos a través del ferrocarril transsiberià.

#### Batalla de Mukden
La batalla de Mukden va començar el 20 de febrer de 1905. Els dies següents les forces japoneses van procedir a assaltar els flancs dret i esquerre de les forces russes que envoltaven Mukden, al llarg d'un front de 80 quilòmetres. Aproximadament mig milió d'homes van participar en els combats. Ambdues parts estaven ben arrelades i estaven recolzades per centenars de peces d'artilleria. Després de dies de durs combats, la pressió addicional dels flancs va obligar els dos extrems de la línia defensiva russa a corbar-se cap enrere. En veure que estaven a punt de ser encerclats, els russos van començar una retirada general, lluitant contra una sèrie de ferotges accions de rereguarda, que aviat es van deteriorar en la confusió i el col·lapse de les forces russes. El 10 de març de 1905, després de tres setmanes de combats, el general Kuropatkin va decidir retirar-se al nord de Mukden. Els russos van patir 90.000 baixes a la batalla.
Les formacions de l'exèrcit manxurià en retirada es van dissoldre com a unitats de combat, però els japonesos no van aconseguir destruir-les completament. Els mateixos japonesos havien patit fortes baixes i no estaven en condicions de perseguir-los. Tot i que la batalla de Mukden va suposar una derrota important per als russos i va ser la batalla terrestre més decisiva que mai van lliurar els japonesos, la victòria final encara depenia de la marina.

#### Batalla de Tsushima

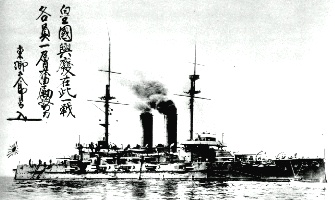
El cuirassat japonès Mikasa, el vaixell insígnia de l'almirall Tōgō Heihachirō a la batalla de Tsushima

Després d'una escala de diverses setmanes al port menor de Nossi-Bé, Madagascar, que s'havia permès a contracor per França neutral per tal de no posar en perill les seves relacions amb el seu aliat rus, la flota russa del Bàltic va procedir cap a Cam Ranh Bay a la Indoxina francesa que passa al seu pas per l'estret de Singapur entre el 7 i el 10 d'abril de 1905. La flota finalment va arribar al mar del Japó el maig de 1905. La logística d'aquesta empresa a l'època del carbó era sorprenent. L'esquadró va requerir aproximadament 500.000 tones de carbó per completar el viatge, tot i que, segons la legislació internacional, no es va permetre carbonar en ports neutrals, cosa que va obligar les autoritats russes a adquirir una gran flota de carboneres per subministrar la flota al mar. El pes de les bodegues dels vaixells necessaris per a un viatge tan llarg havia de ser un altre problema important. La Segona Esquadra del Pacífic de Rússia (rebatejada com a Flota del Bàltic) va navegar 18.000 milles nàutiques (33.000 km) per alleujar Port Arthur i només va escoltar les notícies desmoralitzadores que Port Arthur havia caigut mentre encara era a Madagascar. L'única esperança de l'almirall Rojestvenski ara era arribar al port de Vladivostok. Hi havia tres rutes a Vladivostok, amb la més curta i directa passant per l'estret de Tsushima, entre Corea i Japó. No obstant això, aquesta també va ser la ruta més perillosa ja que passava entre les illes d'origen japoneses i les bases navals japoneses a Corea.
L'almirall Tōgō era conscient del progrés rus i va entendre que, amb la caiguda de Port Arthur, el segon i el tercer esquadró del Pacífic intentarien arribar a l'únic altre port rus de l'Extrem Orient, Vladivostok. Es van establir plans de batalla i es van reparar i reformar els vaixells per interceptar la flota russa.
La flota combinada japonesa, que inicialment havia consistit en sis cuirassats, baixava ara a quatre (dos havien estat perduts per les mines), però encara conservava els creuers, els destructors i els torpediners. La segona esquadrilla del Pacífic rus contenia vuit cuirassats, inclosos quatre nous cuirassats de la classe Borodino, així com creuers, destructors i altres auxiliars per a un total de 38 vaixells.
A finals de maig, la Segona Esquadra del Pacífic estava en l'últim tram del seu viatge a Vladivostok, prenent la ruta més curta i arriscada entre Corea i Japó i viatjant de nit per evitar der descoberta. Malauradament per als russos, mentre complien les regles de guerra, els dos vaixells hospitalaris havien continuat cremant les seves llums, que van ser detectats pel creuer mercant armat japonès Shinano Maru. La comunicació sense fils es va utilitzar per informar la seu de Togo, on es va ordenar immediatament la sortida de la flota combinada. Encara rebent informes de les forces exploradores, els japonesos van poder situar la seva flota per "creuar la T" de la flota russa. Els japonesos van atacar els russos a l'estret de Tsushima els dies 27 i 28 de maig de 1905. La flota russa va ser pràcticament aniquilada, perdent vuit cuirassats, nombrosos vaixells més petits i més de 5.000 homes, mentre que els japonesos van perdre tres torpediners i 116 homes. Només tres vaixells russos van escapar a Vladivostok, mentre que altres sis van ser internats en ports neutrals. Després de la batalla de Tsushima, una operació combinada de l'exèrcit i la marina japonesa va ocupar l'illa Sakhalín per obligar els russos a demandar la pau.

## Pau i seqüeles

### Tractat de Portsmouth

Negociació del tractat de Portsmouth (1905). D'esquerra a dreta: els russos situats a l'extrem de la taula són Korostovetz, Nabokov, Witte, Rosen, Plancon; i els japonesos al costat proper de la taula són Adachi, Ochiai, Komura, Takahira, Satō. La gran taula de conferències es conserva avui al Museu Meiji-mura a Inuyama, prefectura d'Aichi, Japó.

Els caps militars i els alts càrrecs tsaristes van acordar abans de la guerra que Rússia era una nació molt més forta i que poca cosa havia de témer del nouvingut oriental. El fanàtic afany dels infants japonesos va sorprendre els russos, que van quedar consternats per l'apatia, l'endarreriment i el derrotisme dels seus propis soldats. Les derrotes de l'Exèrcit i la Marina van sacsejar la confiança russa. Al llarg de 1905, el govern imperial rus va ser sacsejat per la revolució. La població estava en contra de l'escalada de la guerra. L'imperi era sens dubte capaç d'enviar més tropes, però això faria poca diferència en el resultat a causa del mal estat de l'economia, de les vergonyoses derrotes de l'exèrcit i de la marina russa per part dels japonesos i de la relativa poca importància per a Rússia de la terra en disputa va fer que la guerra fos extremadament impopular. El tsar Nicolau II va triar negociar la pau per poder concentrar-se en assumptes interns després del desastre del Diumenge Sagnant el 9 de gener de 1905.

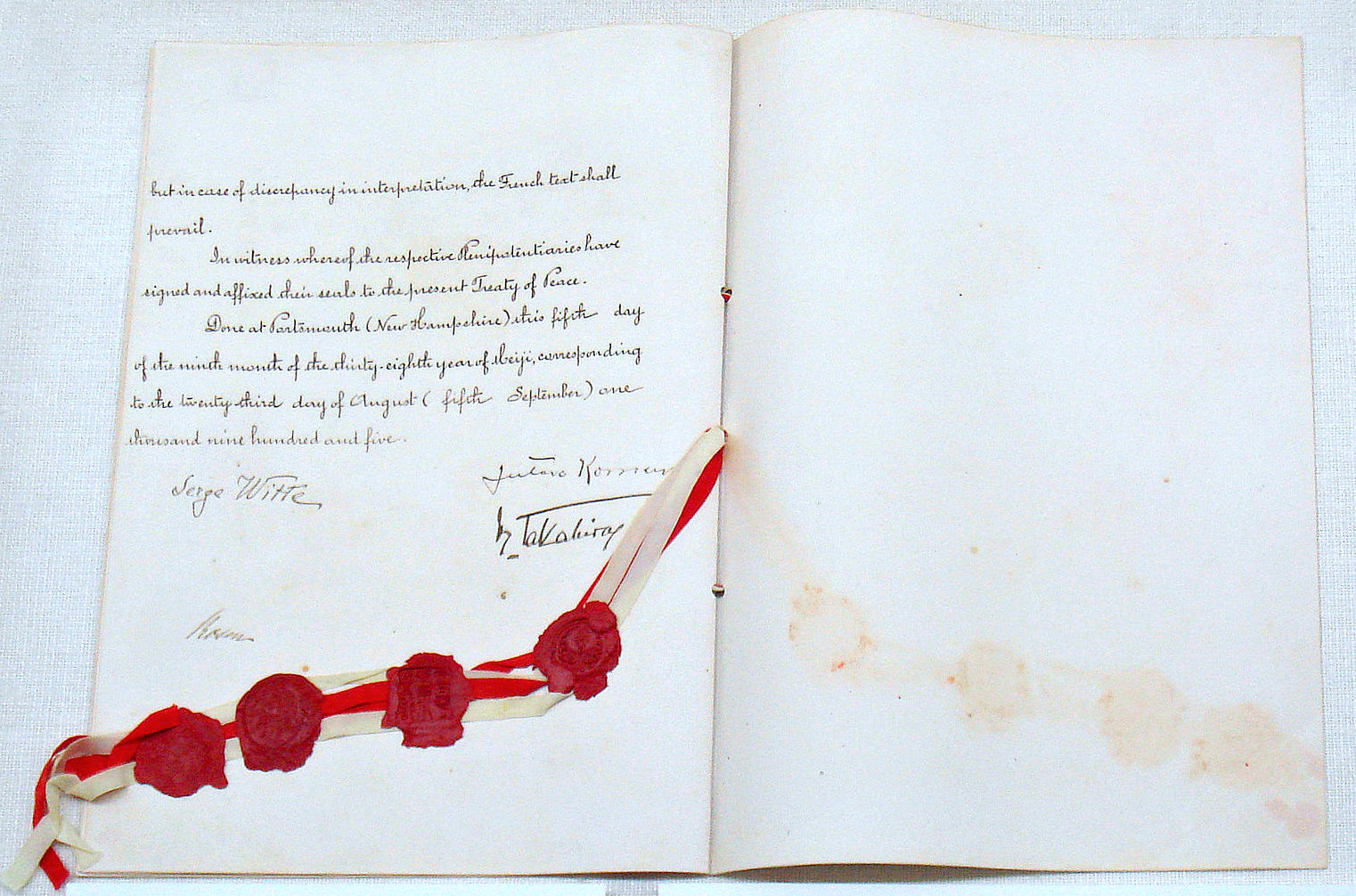
Tractat de pau entre Japó i Rússia, 5 de setembre de 1905

Ambdues parts van acceptar l'oferta del president dels Estats Units, Theodore Roosevelt, per a que fes de mitjancer. Es van celebrar reunions a Portsmouth (Nou Hampshire), amb Sergei Witte al capdavant de la delegació russa i el Baró Komura al capdavant de la delegació japonesa. El tractat de Portsmouth es va signar el 5 de setembre de 1905 a la drassana naval de Portsmouth. Witte es va convertir en primer ministre rus el mateix any.
Després de cortejar els japonesos, Roosevelt va decidir donar suport a la negativa del tsar a pagar indemnitzacions, una mesura que els responsables polítics de Tòquio van interpretar que significava que els Estats Units tenien més que un interès passatger pels afers asiàtics. Rússia va reconèixer Corea com a part de l'esfera d'influència japonesa i va acordar evacuar Manxúria. El Japó annexionaria Corea el 1910 (Tractat Japó-Corea de 1910), amb escassa protesta d'altres potències. A partir de 1910, els japonesos van adoptar una estratègia d'utilitzar la península de Corea com a porta d'entrada al continent asiàtic i fer que l'economia de Corea estigués subordinada als interessos econòmics japonesos.
Rússia també va signar els seus drets forals de 25 anys sobre Port Arthur, inclosa la base naval i la península que l'envoltava, i va cedir la meitat sud de l'illa de Sakhalín al Japó. Sajalí seria recuperat per la Unió Soviètica després de la derrota dels japonesos a la Segona Guerra Mundial.
Roosevelt va guanyar el Premi Nobel de la Pau pel seu esforç. George E. Mowry conclou que Roosevelt va gestionar bé l'arbitratge, fent un "excel·lent treball d'equilibri entre el poder rus i el japonès a l'Orient, on la supremacia de tots dos constituïa una amenaça per als Estats Units en creixement" Com que el Japó havia guanyat totes les batalles terrestres i marítimes i que el poble japonès no entenia que els costos de la guerra havien empès la seva nació a la vora de la fallida, el públic japonès estava enfurismat pel Tractat de Portsmouth car molts japonesos esperaven que la guerra acabés amb què Rússia cedís l'Extrem Orient rus al Japó i que Rússia pagués una indemnització. Els Estats Units van ser culpats àmpliament al Japó del Tractat de Portsmouth amb Roosevelt que suposadament havia "enganyat" Japó de les seves legítimes afirmacions a la conferència de pau. El 5 de setembre de 1905 l'incident incendiari de Hibiya –com es descrivien eufemísticament els disturbis antiamericans– va esclatar a Tòquio i va durar tres dies, cosa que va obligar el govern a declarar la llei marcial. 

### Víctimes

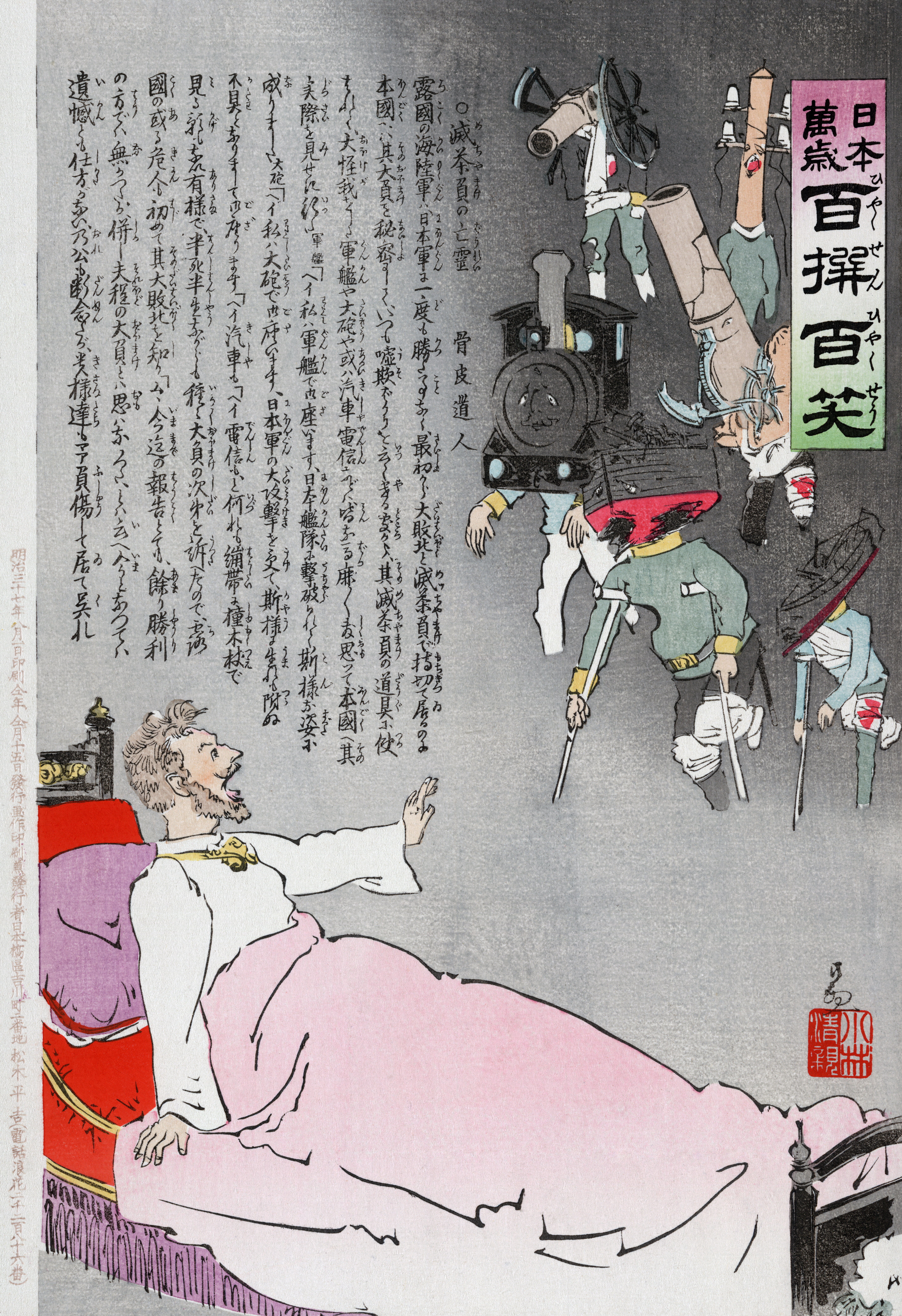
Xilografia de propaganda japonesa que mostra el tsar Nicolau II despert d'un malson de les forces russes maltractades i ferides que tornaven de la batalla. Artista Kobayashi Kiyochika, 1904 o 1905.

Les fonts no es posen d'acord sobre un nombre precís de morts per la guerra a causa de la manca de recompte de cossos per a la confirmació. El nombre de japonesos morts en combat o morts per ferides se situa al voltant de 59.000, amb prop de 27.000 baixes addicionals per malaltia i entre 6.000 i 12.000 ferits. Les estimacions de morts de l'exèrcit rus oscil·len entre els 34.000 i els 53.000 homes, amb 9.000-19.000 més morint de malaltia i uns 75.000 capturats. El nombre total de morts per ambdues parts es generalitza entre 130.000 i 170.000. La Xina va patir 20.000 morts civils, i econòmicament la pèrdua va ascendir a més de 69 milions de taels de plata.
Durant moltes de les batalles al mar, diversos milers de soldats que estaven sent transportats es van ofegar després que els seus vaixells naufraguessin. No hi va haver consens sobre què fer amb els soldats transportats al mar i, en conseqüència, molts dels vaixells van fracassar o es van negar a rescatar soldats que quedaven nàufrags. Això va conduir a la creació del segon Conveni de Ginebra el 1906, que donava protecció i atenció als soldats nàufrags en un conflicte armat.

### Conseqüències polítiques

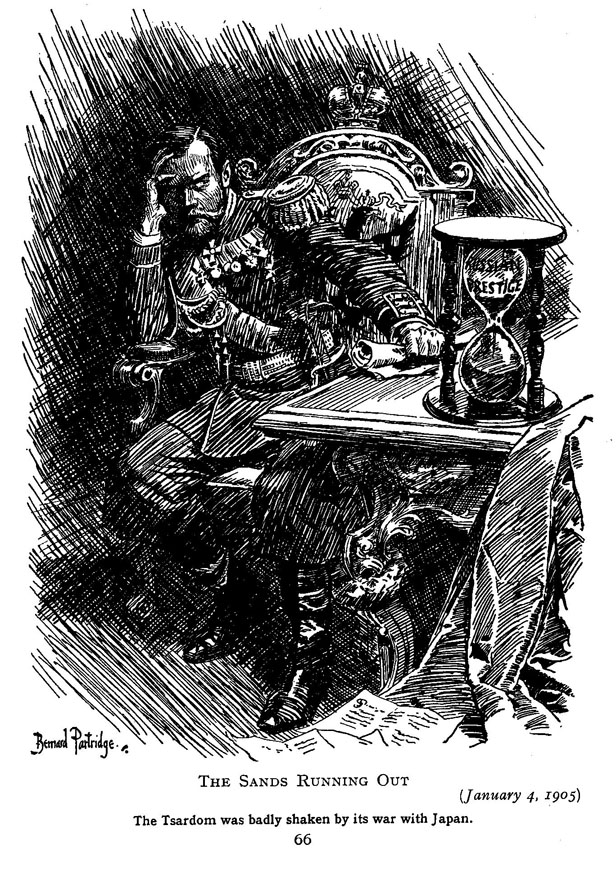
Caricatura a Punch, 1905; Un dibuix a la premsa britànica de l'època que il·lustra la pèrdua de prestigi de l'Imperi rus després de la derrota de la nació. El rellotge de sorra representa el prestigi de Rússia que s'acaba.

Aquesta va ser la primera gran victòria militar en l'era moderna d'una potència asiàtica sobre una nació europea. La derrota de Rússia va ser una sorpresa a Occident i a tot l'Extrem Orient. El prestigi del Japó va augmentar molt en arribar a ser vist com una nació moderna. Al mateix temps, Rússia va perdre pràcticament tota la seva flota del Pacífic i del Bàltic, i també molta estima internacional. Això va ser particularment cert als ulls d'Alemanya i Àustria-Hongria abans de la Primera Guerra Mundial. Rússia era l'aliat de França i Sèrbia, i aquesta pèrdua de prestigi va tenir un efecte significatiu en el futur d'Alemanya quan planejava la guerra amb França i en donar suport a Àustria-Hongria en la guerra contra Sèrbia.
En absència de competència russa, i amb la distracció de les nacions europees durant la Primera Guerra Mundial, combinada amb la Gran Depressió que va seguir, els militars japonesos van començar els esforços per dominar la Xina i la resta d'Àsia, cosa que va acabar donant lloc a la Segona Guerra Sino-japonesa i al teatre de la Guerra del Pacífic de la Segona Guerra Mundial.

#### Efectes sobre Rússia
Tot i que hi havia hagut un suport popular per a la guerra entre el públic rus després de l'atac japonès a Port Arthur el 1904, aquest suport popular aviat es va convertir en descontentament després de patir múltiples derrotes a mans de les forces japoneses. Per a molts russos, el xoc immediat d'una humiliació inesperada a mans del Japó va provocar que el conflicte fos vist com una metàfora de les mancances de l'autocràcia Romanov. El descontentament popular a Rússia després de la guerra va afegir més combustible a la ja feble revolució russa de 1905, un esdeveniment que Nicolau II esperava evitar completament prenent postures de negociació intransigents abans d'arribar a la taula. Dotze anys més tard, aquest descontentament es va convertir en la revolució de febrer de 1917. A Polònia, que Rússia va dividir a la fi del segle xviii, i on el domini rus ja va causar dues revoltes importants, la població va mostrar-se tan inquieta que es va haver d'estacionar un exèrcit de 250.000 a 300.000 —més gran que el que enfrontava els japonesos. per acabar amb el malestar. Alguns líders polítics del moviment insurreccional polonès (en particular, Józef Piłsudski) van enviar emissaris al Japó per col·laborar en el sabotatge i la reunió d'intel·ligència dins de l'Imperi rus i fins i tot planificar un aixecament japonès.
A Rússia, la derrota de 1905 va conduir a curt termini a una reforma dels militars russos que li va permetre fer front a Alemanya en la Primera Guerra Mundial, però, les revoltes a casa després de les llavors plantades de guerra que presagiava la Revolució Russa de 1917. Això es va produir perquè el tsar Nicolau II va emetre el Manifest d'Octubre, que incloïa només reformes limitades com la Duma i no va poder abordar els problemes socials de Rússia en aquell moment.

#### Efectes al Japó
El Japó s'havia convertit en la potència asiàtica creixent i havia demostrat que els seus militars podien combatre amb èxit les principals potències europees. La majoria de les potències occidentals van quedar estupefactes que els japonesos no només van triomfar, sinó que van derrotar de manera decisiva Rússia. A la guerra russo-japonesa, el Japó també havia representat una sensació de disposició a prendre un paper més actiu i de lideratge en els assumptes asiàtics, que al seu torn havia conduït a un nacionalisme generalitzat a tota la regió.
Tot i que la guerra havia acabat amb una victòria per al Japó, l'opinió pública japonesa es va sorprendre amb els termes de pau molt restringits que es van negociar al final de la guerra. El descontentament generalitzat es va estendre per la població després de l'anunci dels termes del tractat. Els disturbis van esclatar a les principals ciutats del Japó. Faltaven especialment dos requisits específics, esperats després d'una victòria tan costosa: guanys territorials i reparacions monetàries al Japó. L'acord de pau va provocar sentiments de desconfiança, ja que els japonesos tenien intenció de retenir tota l'illa de Sakhalín, però es van veure obligats a conformar-se amb la meitat després de ser pressionats pels Estats Units, i el president Roosevelt va optar per donar suport a la postura de Nicolau II de no cedir territori o pagar reparacions. Els japonesos havien desitjat reparacions per ajudar les famílies a recuperar-se dels pares i fills perduts, així com una forta imposició del govern. Sense ells, estarien perduts.
Els Estats Units van mantenir la força a la regió asiàtica per agreujar la invasió imperialista europea. Per al Japó, això representava una amenaça en desenvolupament per a l'autonomia de la regió. Les relacions entre els Estats Units i el Japó es recuperarien una mica a principis del segle xx, però a principis dels anys vint, pocs al Japó creien que els Estats Units significaven alguna cosa positiva per al futur d'Àsia. A la dècada del 1930, la presència dels Estats Units en assumptes asiàtics, juntament amb la inestabilitat a la Xina i el col·lapse de l'ordre econòmic occidental, el Japó actuaria amb agressivitat respecte a la Xina, establint el precedent que finalment culminaria al Gran Esfera de Coprosperitat de l'Àsia Oriental. Alguns estudiosos suggereixen que el camí del Japó cap a la Segona Guerra Mundial no havia començat en guanyar la guerra russo-japonesa, sinó quan va perdre la pau.

## Avaluació

### Importància històrica

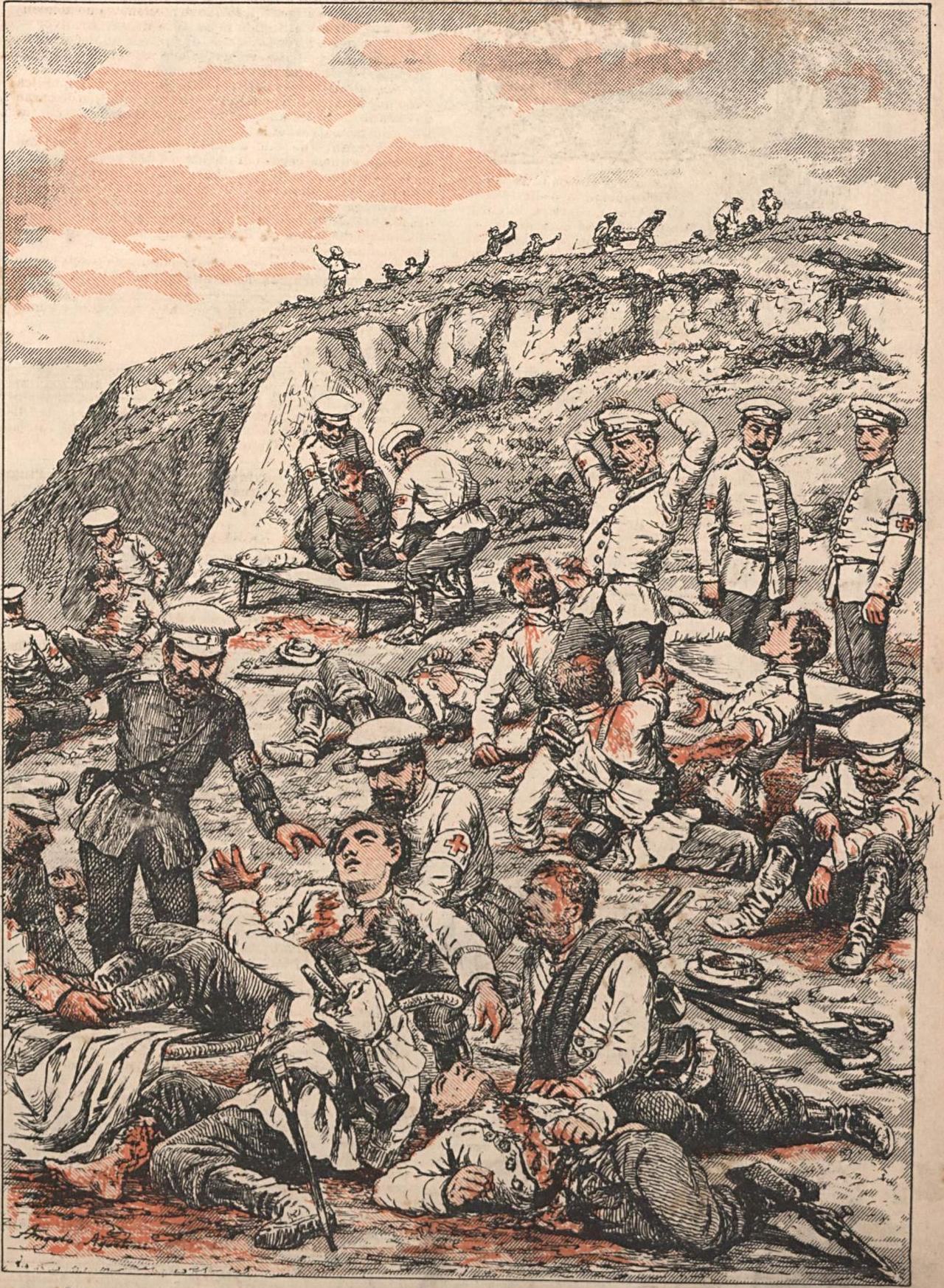
Després de la batalla de Liaoyang: transport per la Creu Roja de russos ferits (Angelo Agostini)

Els efectes i l'impacte de la guerra russo-japonesa van introduir una sèrie de característiques que van arribar a definir la política i la guerra del segle xx. Moltes de les innovacions aportades per la Revolució Industrial, com l'artilleria de tir ràpid i les metralladores, així com els rifles més precisos, es van provar per primera vegada a gran escala. Les operacions militars tant marítimes com terrestres van demostrar que la guerra moderna havia experimentat un canvi considerable des de la guerra francoprussiana de 1870–71. La majoria dels comandants de l'exèrcit havien previst anteriorment utilitzar aquests sistemes d'armes per dominar el camp de batalla a nivell operatiu i tàctic, però, a mesura que es desenvolupaven els esdeveniments, els avenços tecnològics també van alterar les condicions de la guerra.
Per a l'Àsia Oriental, aquest va ser el primer enfrontament després de trenta anys amb dues forces armades modernes. L'armament avançat va provocar un recompte massiu de víctimes. Ni Japó ni Rússia s'havien preparat per al nombre de morts que es produirien en aquest nou tipus de guerra ni tenien els recursos per compensar aquestes pèrdues. Això també va deixar la seva impressió en la societat en general, amb l'aparició d'organitzacions transnacionals i no governamentals, com la Creu Roja, que van esdevenir destacades després de la guerra. La consegüent identificació de problemes i reptes comuns va iniciar el lent procés que va dominar bona part del segle xx.
També s'ha argumentat que el conflicte tenia característiques del que després es descriviria com a "guerra total". Aquests van incloure la mobilització massiva de tropes a la batalla i la necessitat d'un subministrament tan ampli d'equipament, armament i subministraments que calgui tant suport nacional com ajuda exterior. També s'argumenta que la resposta interna a Rússia davant les ineficiències del govern tsarista va iniciar la dissolució eventual de la dinastia Romanov, esperonant la Revolució russa de 1905.

### Recepció a tot el món

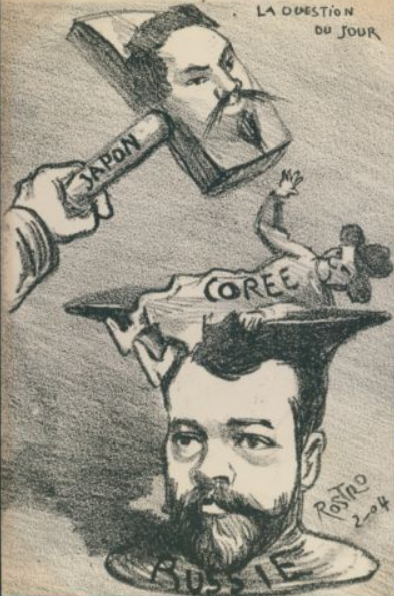
Postal de sàtira política durant la guerra russo-japonesa

Per a les potències occidentals, la victòria del Japó va demostrar l'aparició d'una nova potència regional asiàtica. Amb la derrota russa, alguns erudits han argumentat que la guerra havia iniciat un canvi en l'ordre mundial global amb l'aparició del Japó no només com a potència regional, sinó com a principal potència asiàtica. No obstant això, sorgien més que les possibilitats de l'associació diplomàtica. La reacció nord-americana i australiana al canvi de balanç de poder provocat per la guerra es va barrejar amb els temors que un perill groc acabés passant de la Xina al Japó. Personatges nord-americans com W. E. B. Du Bois i Lothrop Stoddard van veure la victòria com un desafiament a la supremacia occidental. Això es va reflectir a Àustria, on el baró Christian von Ehrenfels va interpretar el desafiament en termes tant racials com culturals, argumentant que "la necessitat absoluta d'una reforma sexual radical per a l'existència continuada de les races occidentals dels homes s'ha ... el nivell de discussió fins al nivell d'un fet provat científicament ". Per aturar el "perill groc" japonès caldrien canvis dràstics a la societat i la sexualitat a Occident.
Certament, l'èxit japonès va augmentar la confiança en si mateixos entre els nacionalistes anticolonials dels països asiàtics colonitzats (vietnamites, indonesis, indis i filipins) i dels països en decadència com l'Imperi Otomà i Pèrsia amb el perill immediat de ser absorbits per les potències occidentals. També va animar els xinesos que, tot i haver estat en guerra amb els japonesos només una dècada abans, encara consideraven els occidentals la major amenaça. Com va comentar Sun Yat-sen, "Vam considerar aquesta derrota russa per part del Japó com la derrota d'Occident per l'Est. Vam considerar la victòria japonesa com la nostra pròpia victòria". Fins i tot al llunyà Tibet la guerra va ser motiu de conversa quan Sven Hedin va visitar el Panchen Lama el febrer de 1907. Mentre que per a Jawaharlal Nehru, aleshores només aspirava a polític a l'Índia britànica, "la victòria del Japó va disminuir el sentiment d'inferioritat que patim la majoria de nosaltres. S'havia derrotat una gran potència europea, per la qual cosa Àsia encara podria derrotar Europa com ho havia fet en el passat." I també a l'Imperi Otomà, el Comitè de la Unió i el Progrés va adoptar el Japó com a model.
A Europa, certes poblacions es van veure encoratjades. La novel·la Ulisses de James Joyce, situada a Dublín el 1904, conté al·lusions irlandeses esperançadores sobre el resultat de la guerra. I a la Polònia particionada, l'artista Józef Mehoffer va triar el 1905 per pintar el seu "Europa Jubilans" (Europa alegre), que retrata una donzella que es relaxa en un sofà sobre un fons d'artefactes orientals. Pintat després de manifestacions contra la guerra i la supressió cultural russa, i l'any de la derrota de Rússia, el seu missatge subtilment codificat espera un moment en què els amos tsaristes seran derrotats a Europa tal com havien estat a Àsia.
La importància de la guerra per a les classes oprimides, així com per a les poblacions subjectes, també era clara per als pensadors socialistes.
| «                                                                  | La guerra russo-japonesa dona ara a tots la consciència que fins i tot la guerra i la pau a Europa –el seu destí– no es decideixen entre les quatre parets del concert europeu, sinó fora d'aquest, en la gegantesca voràgine de la política mundial i colonial. I és en això que el significat real de la guerra actual resideix en la socialdemocràcia, fins i tot si deixem de banda el seu efecte immediat: el col·lapse de l'absolutisme rus. Aquesta guerra torna la mirada del proletariat internacional a la gran connexió política i econòmica del món i dissipa violentament a les nostres files el particularisme, la mesquinesa de les idees que es formen en qualsevol període de calma política. | » |
| — Rosa Luxemburg, In the Storm, Le Socialiste, 1-8 de maig de 1904 | |   |

Va ser aquesta constatació de la importància universal de la guerra la que subratlla la importància històrica del conflicte i el seu resultat.

### Resultats militars
Rússia havia perdut dues de les seves tres flotes. Només quedava la seva flota del mar Negre, i això va ser el resultat d'un tractat anterior que havia impedit que la flota abandonés el mar Negre. El Japó es va convertir en la sisena força naval més poderosa per tonatge combinat, mentre que l'armada russa es va reduir a una amb prou feines més forta que la d'Àustria-Hongria. Els costos reals de la guerra van ser prou grans com per afectar l'economia russa i, malgrat les exportacions de cereals, la nació va desenvolupar un dèficit extern de balança de pagaments. El cost del reequipament militar i de la reexpansió després del 1905 va empènyer l'economia cap al dèficit, tot i que la mida del dèficit es va enfosquir.
Els japonesos van estar a l'ofensiva durant la major part de la guerra i van utilitzar assalts d'infanteria massiva contra posicions defensives, que després es convertirien en l'estàndard de tots els exèrcits europeus durant la Primera Guerra Mundial. va tenir un pes pesat sobre les tropes russes i japoneses, van ser un precursor de la guerra de trinxeres de la Primera Guerra Mundial. Un assessor militar alemany enviat al Japó, Jakob Meckel, va tenir un impacte enorme en el desenvolupament de l'entrenament militar japonès, les tàctiques, estratègia i organització. Les seves reformes van ser atribuïdes a l'aclaparadora victòria del Japó sobre la Xina en la Primera Guerra Sinojaponesa de 1894–1895. No obstant això, la seva excessiva dependència de la infanteria en campanyes ofensives també van provocar un gran nombre de baixes japoneses.

Expansió territorial de l'Imperi Japonès

L'esgotament militar i econòmic va afectar els dos països. Els historiadors japonesos consideren aquesta guerra com un punt d'inflexió per al Japó i una clau per entendre els motius pels quals el Japó pot haver fracassat militarment i políticament més tard. Després de la guerra, l'acritud es va sentir a tots els nivells de la societat japonesa i es va arribar al consens dins del Japó que la seva nació havia estat tractada com el poder derrotat durant la conferència de pau. A mesura que passava el temps, aquest sentiment, unit al sentit de "prepotència" per convertir-se en una gran potència, va créixer i es va afegir a la creixent hostilitat japonesa cap a Occident, i va alimentar les ambicions militars i imperials del Japó. A més, els interessos confirmats del Japó a Corea i Liaodong van conduir a la creació d'un exèrcit Kwantung, que es va convertir en una força regional autònoma i cada vegada més poderosa. Només cinc anys després de la guerra, el Japó de jure va annexionar Corea com a part del seu imperi colonial. Dues dècades després, l'exèrcit de Kwantung va organitzar un incident que va conduir a la invasió de Manxúria en l'incident de Mukden; l'exèrcit de Kwantung va arribar a estar fortament involucrat en la política i l'administració de l'estat, cosa que va provocar una sèrie de conflictes localitzats amb els senyors de la guerra xinesos que finalment es van estendre fins a la Segona Guerra Sino-japonesa el 1937. Com a resultat, la majoria dels historiadors xinesos consideren que els russos la guerra japonesa com a desenvolupament clau de l'espiral del Japó cap al militarisme dels anys vint-trenta.
Després de la victòria de la batalla de Tsushima, un altre aliat britànic del Japó va presentar un pèl de l'almirall Nelson a la Marina Imperial Japonesa, jutjant la seva actuació al mateix nivell que la victòria de Gran Bretanya a Trafalgar el 1805. Encara es mostra a Kyouiku Sankoukan, un museu públic mantingut per la Força d'Autodefensa del Japó. No obstant això, es va produir un canvi consegüent en el pensament estratègic britànic, que va resultar en l'ampliació dels seus molls navals a Auckland, Nova Zelanda; Bombai, Índia britànica ; Fremantle i Sydney, Austràlia; Simon's Town, Colònia del Cap ; Singapur i Hong Kong. La guerra naval va confirmar la direcció del pensament de l'almirallat britànic+ en termes tàctics, tot i que va minar la seva comprensió estratègica d'un món canviant. L'ortodòxia tàctica, per exemple, va suposar que una batalla naval imitaria les condicions del combat estacionari i que els vaixells es dedicarien a una línia llarga navegant per rumbs paral·lels; però ara es requeriria un pensament tàctic més flexible quan un vaixell que disparés i el seu objectiu maniobressin independentment.

## Agregats i observadors militars

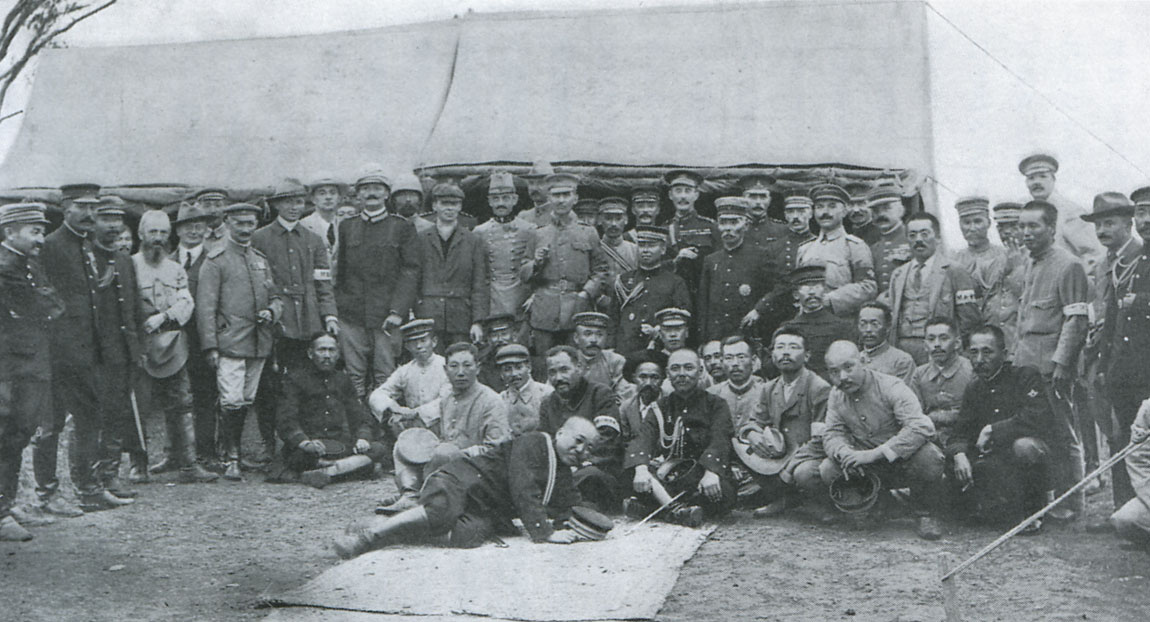
El general japonès Kuroki i el seu personal, inclosos oficials estrangers i corresponsals de guerra després de la batalla de Shaho (1904)

Els observadors militars i civils de totes les grans potències van seguir de prop el curs de la guerra. La majoria van ser capaços d'informar sobre esdeveniments des de la perspectiva d'incrustats posicions dins de les forces terrestres i navals de Rússia i Japó. Aquests agregats militars i altres observadors van preparar informes de primera mà de la guerra i documents analítics. Poc després de la guerra es van escriure narracions d'observadors en profunditat sobre la guerra i articles de revistes professionals més enfocats; i aquests informes de la postguerra van il·lustrar de manera concloent la destructivitat d'aquest conflicte al camp de batalla. Aquesta va ser la primera vegada que les tàctiques de les posicions consolidades de la infanteria defensades amb metralladores i artilleria van tenir una importància vital. Tots dos esdevindrien factors dominants a la Primera Guerra Mundial. Tot i que les posicions consolidades ja havien estat una part significativa tant de la guerra francoprussiana com de la guerra civil nord-americana, ara és evident que el gran nombre de baixes i les lliçons tàctiques fàcilment disponibles per a les nacions observadores van ser completament ignorades en els preparatius per a la guerra a Europa i durant gran part del curs de la Primera Guerra Mundial.
El 1904-1905, Ian Standish Monteith Hamilton va ser l'agregat militar de l'exèrcit britànic indi que servia amb l'exèrcit imperial japonès a Manxúria. Com un dels diversos agregats militars dels països occidentals, va ser el primer a arribar al Japó després de l'inici de la guerra. Per tant, seria reconegut com el degà dels agregats i observadors multinacionals en aquest conflicte, tot i que superat pel rang del mariscal de camp britànic, William Gustavus Nicholson, primer baró Nicholson, que després seria cap de l'estat major imperial.

## Finançament
Tot i les seves reserves d'or de 106,3 milions de lliures, la situació financera de Rússia abans de la guerra no era envejable. El país tenia grans dèficits pressupostaris any rere any i depenia en gran manera dels diners prestats.
L'esforç bèl·lic de Rússia va ser finançat principalment per França, en una sèrie de préstecs per un total de 800 milions de francs (30,4 milions de lliures); es va acordar un altre préstec per valor de 600 milions de francs, però posteriorment es va cancel·lar. Aquests préstecs es van ampliar en un clima de suborn massiu de la premsa francesa (fet necessari per la precària situació econòmica i social de Rússia i el mal rendiment militar). Tot i que inicialment es va mostrar reticent a participar en la guerra, el govern francès i els principals bancs van cooperar, ja que es va fer evident que els interessos econòmics russos i francesos estaven lligats. A més dels diners francesos, Rússia va obtenir un préstec per import de 500 milions de marcs (24,5 milions de lliures) d'Alemanya, que també va finançar l'esforç bèl·lic del Japó.
Per contra, les reserves d'or del Japó d'abans de la guerra eren d'uns 11,7 milions de lliures; una gran part del cost total de la guerra va ser cobert amb diners prestats del Regne Unit, Canadà i els Estats Units.
Durant la seva expedició de prospecció a Londres, el vice-governador del Banc del Japó Takahashi Korekiyo es va reunir amb Jacob Schiff, un banquer americà i el cap de Kuhn, Loeb & Co. Schiff, en resposta a pogroms contra els jueus de Rússia i comprensiu a la causa del Japó, va estendre una sèrie crítica de préstecs a l'Imperi del Japó, per import de 200 milions de dòlars (41,2 milions de lliures). També va obtenir préstecs de la família Rothschild a Gran Bretanya.
La despesa total de guerra del Japó va ser de 2.150 milions de iens, dels quals el 38%, és a dir, 820 milions de iens, es van recaptar a l'estranger.

## Llista de batalles
- 8 de febrer de 1904: batalla de Port Arthur: batalla naval, poc concloent
- 9 de febrer de 1904: batalla de la badia de Chemulpo: batalla naval, victòria japonesa
- 30 d'abril-1 de maig de 1904: batalla del riu Yalu, victòria japonesa
- 25-26 de maig de 1904: batalla de Nanshan: victòria japonesa
- 14-15 de juny de 1904: batalla de Te-li-Ssu: victòria japonesa
- 17 de juliol de 1904: batalla del pas de Motien: victòria japonesa
- 24 de juliol de 1904: batalla de Tashihchiao: victòria japonesa
- 31 de juliol de 1904: batalla de Hsimucheng: victòria japonesa
- 10 d'agost de 1904: batalla del mar Groc: batalla naval, victòria japonesa
- 14 d'agost de 1904: batalla d'Ulsan: batalla naval, victòria japonesa
- 20 d'agost de 1904: batalla de Korsakov: batalla naval, victòria japonesa
- 19 d'agost de 1904 - 2 de gener de 1905: Setge de Port Arthur, victòria japonesa
- 25 d'agost a 3 de setembre de 1904: batalla de Liaoyang: victòria japonesa
- 5-17 d'octubre de 1904: Batalla de Shaho: poc concloent
- 26-27 de gener de 1905: batalla de Sandepu: no concloent
- 21 de febrer-10 de març de 1905: batalla de Mukden: victòria japonesa
- 27-28 de maig de 1905: batalla de Tsushima: batalla naval, victòria japonesa
- 7–31 de juliol de 1905: invasió de Sakhalín: victòria japonesa

## Llegat cultural

### Arts plàstiques

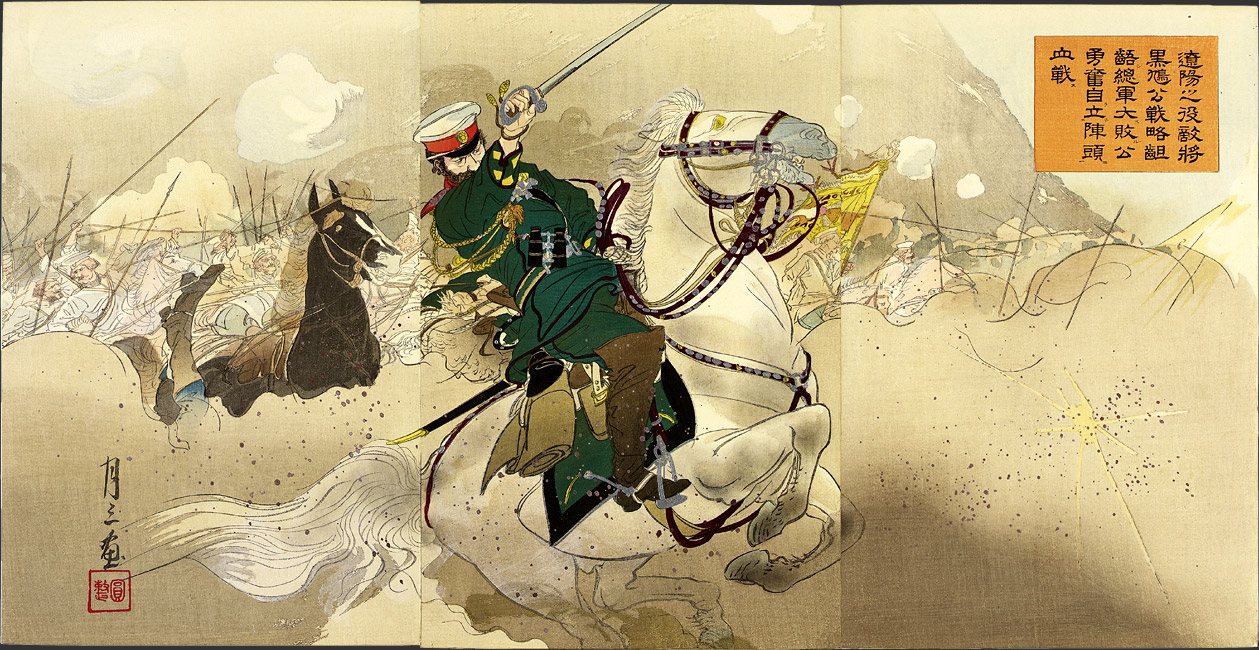
Gravat en fusta de Getsuzō de "La Batalla de Liaoyang", 1904

La guerra russo-japonesa va ser coberta per desenes de periodistes estrangers que van enviar esbossos que es van convertir en litografies i altres formes reproduïbles. Les dues parts van circular imatges de propaganda, sovint en forma de postals i basant-se en estereotips racials insultants. Aquests van ser produïts no només pels combatents, sinó pels països europeus que donaven suport a un o altre bàndol o tenien una participació comercial o colonial a la zona. Les fotografies de guerra també eren populars, apareixent tant a la premsa com a llibre.
A Rússia, la guerra estava coberta per luboks gràfics satírics anònims que es venien als mercats, enregistrant la guerra per al públic nacional. Es van fabricar uns 300 abans que el govern rus prohibís la seva creació. Els seus equivalents japonesos eren estampes de xilografia. Aquests havien estat habituals durant la Guerra Sino-japonesa una dècada abans i les celebracions del nou conflicte tendien a repetir les mateixes imatges i situacions. Però, aleshores, al Japó les postals s'havien convertit en la forma de comunicació més habitual i aviat van substituir les impressions com a mitjà d'imatges topogràfiques i reportatges bèl·lics. D'alguna manera, però, encara depenien de la impressió per a les seves convencions pictòriques, sobretot per emetre les cartes en sèries que es reunien en una escena o disseny compost, ja fos com díptics, tríptics o fins i tot formats més ambiciosos. No obstant això, els subtítols es van passar ràpidament de la inscripció lateral cal·ligràfica a un títol imprès a continuació, i no només en japonès, sinó en anglès i en altres idiomes europeus. Hi havia una viva sensació que aquestes imatges no només servien de record, sinó també de declaracions de propaganda.
Es trobaven artistes de guerra al bàndol rus i fins i tot figuraven entre les víctimes. Vasili Vereixtxagin va naufragar amb el Petropavlovsk, el vaixell insígnia de l'almirall Makarov, quan va ser enfonsat per les mines. Tanmateix, el seu darrer treball, una imatge d'un consell de guerra presidit per l'almirall, es va recuperar gairebé sense fer-se malbé. Un altre artista, Mikola Samokitx, es va donar a conèixer pels seus informes durant la guerra i de les pintures elaborades a partir dels quaderns del seu diari. Altres representacions van aparèixer després de l'esdeveniment. Els dos del pintor naïf georgià Niko Pirosmani del 1906 devia dependre dels informes de diaris ja que no hi era present. Després, el 1914, a l'inici de la Primera Guerra Mundial, Yury Repin va fer un episodi durant la batalla del riu Yalu el tema d'un ampli llenç heroic.

### Música
A banda i banda, hi havia lletres que lamentaven la necessitat de lluitar en una terra estrangera, lluny de casa. Una de les primeres cançons russes que encara es van interpretar en l'actualitat va ser el vals "Les ones d'Amur" (Amurskie volny), que evoca la malenconia de vigilar a la frontera de l'extrem est de la pàtria.
Dues persones més van sorgir dels incidents durant la guerra. "Als turons de Manxúria" (Na sopkah Manchzhurii; 1906) és un altre vals compost per Ilia Xatrov, un músic militar condecorat el regiment del qual va patir greument a la batalla de Mukden. Originalment només es publicava la música i la lletra de Stepan Petrov es va afegir més tard.
La segona cançó, "Variag", commemora la batalla de la badia de Txemulpo en què aquell creuer i la canonera Korietz van sortir al vapor per enfrontar-se a un esquadró japonès que envoltava en lloc de rendir-se. Aquest acte d'heroisme es va celebrar per primera vegada en una cançó alemanya de Rudolf Greintz el 1907, que es va traduir ràpidament al rus i es va cantar amb un acompanyament marcial. Aquestes lletres ploraven els caiguts a les seves tombes i amenaçaven amb la venjança.
Nikolai Rimsky-Korsakov també va reaccionar a la guerra component l'òpera satírica El gall d'or, acabada el 1907. Tot i que es basava aparentment en un conte de fades en vers d'Alexandre Puixkin escrit el 1834, les autoritats es van adonar ràpidament del seu veritable objectiu i la van prohibir immediatament. L'òpera es va estrenar el 1909, després de la mort de Rimsky-Korsakov, i fins i tot amb les modificacions requerides pels censors.

### Poesia
Algunes poesies japoneses que tracten la guerra encara tenen un gran perfil. "Fora de la fortalesa de Goldland" del general Nogi Maresuke va ser après per generacions d'escolars i valorada pel seu desolador estoïcisme. El cirurgià de l'exèrcit Mori Ōgai va mantenir un diari en versos que tractava temes com el racisme, els errors estratègics i les ambigüitats de la victòria que ara es poden apreciar a la vista històrica. Avui en dia també hi ha un creixent reconeixement del poema de separació de Yosano Akiko al seu germà quan marxava a la guerra, que inclou les línies crítiques.
Plantilla:Poemquote
Fins i tot el mateix emperador Meiji va entrar a les llistes poètiques, escrivint com a resposta a totes les lamentacions sobre la mort en una terra estrangera que l'ànima patriota torna a la pàtria.
Els tractaments europeus van ser igualment variats. Jane H. Oakley va intentar un tractament èpic del conflicte en 86 cants. El poeta francès Blaise Cendrars es representaria més tard a si mateix en un tren rus de camí a Manxúria en aquell moment al seu La prose du Transsibérien et de la Petite Jehanne de France (1913) i va evocar enèrgicament els resultats de la guerra pel camí:
Plantilla:Poemquote
Molt més tard, el poeta escocès Douglas Dunn va dedicar un poema epistolari en vers a la guerra naval a The Donkey's Ears: Politovsky's Letters Home (2000). Això segueix el viatge del vaixell insígnia de la Marina Imperial Russa Kniaz fins al seu enfonsament a la batalla de Tsushima.

### Ficció
La cobertura fictícia de la guerra en anglès va començar fins i tot abans que acabés. Un primer exemple va ser The International Spy, d'Allen Upward. Ambientat tant a Rússia com al Japó, acaba amb l'incident del Banc Dogger que va implicar la flota del Bàltic El pensament polític que s'hi mostra és propi de l'època. Hi ha una gran admiració pels japonesos, que eren aliats britànics. Rússia es troba en situació de turbulència, però el principal impuls cap a la guerra no és l'imperialisme com a tal, sinó les forces comercials. "Tots els estudiants de la història moderna han remarcat el fet que totes les guerres recents han estat promogudes per grans combinacions de capitalistes. Les causes que antigament portaven a la guerra entre nacions i nacions han deixat d'operar-se" (p. 40). El veritable vilà que trama en el fons, però, és l'emperador alemany, que busca desestabilitzar l'equilibri de poder europeu a favor del seu país. Cap al final de la novel·la, el narrador roba un submarí alemany i falla amb èxit una trama per implicar els britànics en la guerra. El motiu del submarí va reaparèixer a la novel·la de ciència-ficció The Stolen Submarine de George Griffith (1904), tot i que en aquest cas es tracta d'un super-submarí francès que el seu desenvolupador ven als russos per al seu ús contra els japonesos en una altra història d'intriga internacional.
Tot i que la majoria de la ficció en anglès del període va prendre el costat japonès, la novel·la canadenca del Rev. WW Walker, Alter Ego, és una excepció. Compta amb un voluntari canadenc a l'exèrcit rus que, de retorn, accepta parlar de les seves experiències amb una comunitat aïllada d'aeroports i relata la seva part a la batalla de Mukden. Tot i que aquest incident només ocupa dos dels sis capítols del llibre, s'utilitza per il·lustrar el missatge principal que la guerra és "anticristiana i bàrbara, excepte en sentit defensiu" (Cap.3).

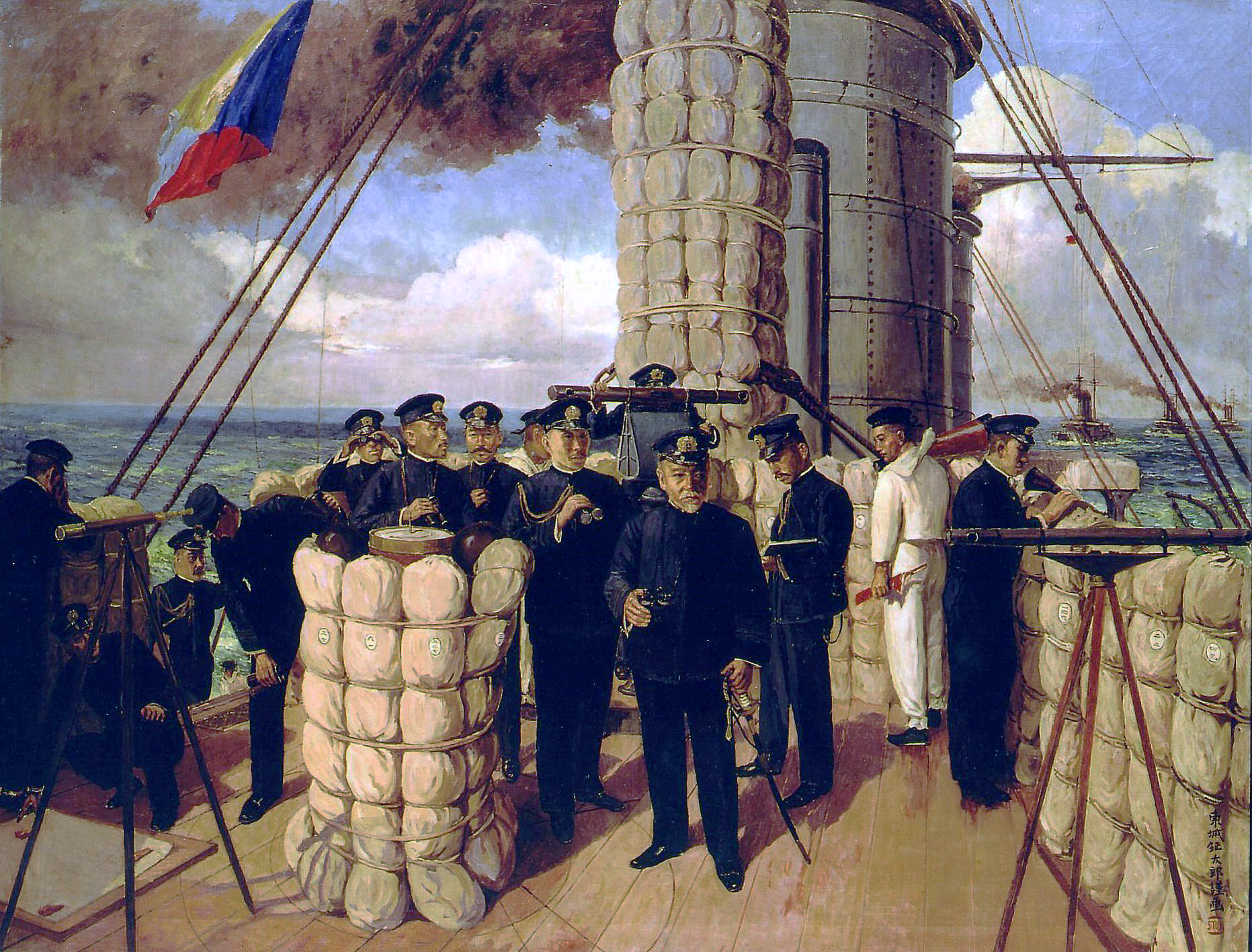
Pintura de l'almirall Heihachirō Tōgō al pont del cuirassat japonès Mikasa, abans de la batalla de Tsushima el 1905

Diversos aspectes de la guerra també eren habituals en la ficció infantil contemporània. Classificats com a històries d'aventures pròpies dels nois, ofereixen poques visions sobre el conflicte, basant-se generalment en articles de notícies i compartint sense cap reflexió en la cultura contemporània de l'imperialisme. Entre aquestes, Herbert Strang va ser responsable de dues novel·les: Kobo explicava des del costat japonès,, i Brown of Moukden, des del costat rus. Tres més van ser escrites pel prolífic autor nord-americà, Edward Stratemeyer: Under the Mikado's Flag, At the Fall of Port Arthur, i Under Togo for Japan, or Three Young Americans on Land and Sea (1906). Altres dues històries en anglès comencen amb l'acció a Port Arthur i segueixen els fets posteriors: A Soldier of Japan: a tale of the Russo-Japanese War del capità Frederick Sadleir Brereton i The North Pacific de Willis Boyd Allen (1855–1938). Dues més també inclouen homes joves que lluiten a la marina japonesa: Americans a For the Mikado de Kirk Munroe i un oficial anglès temporalment deshonrat a Under the Ensign of the Rising Sun de Harry Collingwood, el nom de William Joseph Cosens Lancaster (1851-1922), l'especialitat del qual era la ficció naval.
Un altre gènere literari afectat pel resultat de la guerra va ser la literatura d'invasió, alimentada per pors racistes o generada per la lluita internacional pel poder. La novel·la de Shunrō Oshikawa El cuirassat submarí (Kaitei Gunkan) es va publicar el 1900 abans de començar els combats reals, però compartia les tensions imperials que la produïen. És la història d'un submarí blindat armat de ariet implicat en un conflicte ruso-japonès. Altres tres novel·les van aparèixer el 1908 i es creu que ara són significatives per la seva dimensió profètica. L'autor nord-americà Arthur Wellesley Kipling (1885–1947) va prologar el seu The New Dominion – A Tale of Tomorrow's Wars amb una nota que assessora la vigilància futura. L'escenari és un atac d'aliats alemanys i japonesos que les armades nord-americanes i britàniques defensen victoriosament. A la mateixa Alemanya un atac aeri contra la flota nord-americana és descrit per Ferdinand Heinrich Grautoff (1871-1935), escrivint sota el nom de Parabellum, a la seva novel·la Banzai!. Publicat a Berlín el 1908, es va traduir a l'anglès l'any següent. Un autor australià que utilitzava el pseudònim de Charles H. Kirmess va publicar per primer cop la sèrie The Commonwealth Crisis i després la va revisar per publicar-la com a The Australian Crisis el 1909. Es va establir el 1912 i es va explicar des del punt de vista del 1922, després d'una invasió militar del territori nord d'Austràlia i de la colonització per part dels colons japonesos.
La majoria dels relats ficticis russos de la guerra tenien un element documental. Alexey Novikov-Priboy va servir a la flota del Bàltic i va escriure sobre el conflicte al seu retorn, però els seus primers treballs van ser suprimits. No va ser fins al canvi del clima polític sota el domini soviètic que va començar a escriure la seva èpica històrica Tsushima, basant-se en les seves pròpies experiències a bord del cuirassat Oryol, així com en testimonis de companys de navegants i arxius governamentals. La primera part es va publicar el 1932, la segona el 1935 i, posteriorment, tota la novel·la va rebre el premi Stalin. Descriu l'heroisme dels mariners russos i de certs oficials la derrota dels quals, d'acord amb el nou pensament soviètic, es va deure a la negligència criminal del comandament naval imperial. Una novel·la alemanya de Frank Thiess, publicada originalment com a Tsushima el 1936 (i posteriorment traduïda com El viatge dels homes oblidats), va cobrir el mateix viatge al voltant del món per a ser derrotats.
Més tard va aparèixer un relat de primera mà sobre el setge de Port Arthur per part d'Alexander Stepanov (1892-1965). Hi havia estat present com a fill de dotze anys d'un comandant de bateria i la seva novel·la, Port Arthur: a historical narrative (1944), es basa en els seus propis diaris i les notes del seu pare. L'obra és considerada una de les millors novel·les històriques del període soviètic. Una novel·la tardana en què apareix la guerra és Les tres edats de la Okini-Sant de Valentin Pikul(1981). Centrat en la vida de Vladimir Kokovtsov, que va passar de les files a l'almirall de la flota russa, cobreix el període que va des de la guerra russo-japonesa fins a les revolucions de febrer i octubre. Una novel·la de gènere rus molt posterior utilitza el període de la guerra com a fons. Es tracta de El diamant Chariot de Boris Akunin (2003), a la primera part de la qual el detectiu Erast Fandorin està encarregada de protegir el ferrocarril transsiberià de sabotatge japonès.
La principal novel·la històrica enfront de la guerra des del costat japonès és Núvols sobre el turó, de Shiba Ryotaro, publicada en sèrie en diversos volums entre 1968 i 1972, i traduïts en anglès el 2013. Els trams de la història investigada en la dècada dels xinès- Guerra del Japó a la Guerra Ruso-Japonesa i es va convertir en el llibre preferit de la nació.

### Il·lustracions
- Gerbig-Fabel, Marco. "Photographic artefacts of war 1904–1905: the Russo-Japanese war as transnational media event." European Review of History—Revue européenne d'histoire 15.6 (2008): 629–642.
- Saaler, Sven und Inaba Chiharu (Hg.). Der Russisch-Japanische Krieg 1904/05 im Spiegel deutscher Bilderbogen, Deutsches Institut für Japanstudien Tokyo, (2005).
- Sharf, Frederick A. and James T. Ulak, eds. A Well-Watched War: Images from the Russo-Japanese Front, 1904–1905 (Newbury, MA, 2000), the catalogue of the show at the Sackler Gallery in Washington, DC,
- Tyler, Sydney. The Japan-Russia war: an illustrated history of the war in the Far East.  Philadelphia: P. W. Ziegler, 1905.

### Historiografia
- Hamby, Joel E. "Striking the Balance: Strategy and Force in the Russo-Japanese War." Armed Forces & Society 30.3 (2004): 325–356.
- Seager, Robert. Alfred Thayer Mahan: The Man And His Letters. (1977) ISBN 0-87021-359-8.
- van der Oye, David Schimmelpenninck. "Rewriting the Russo-Japanese War: A Centenary Retrospective." The Russian Review 67.1 (2008): 78–87. online[Enllaç no actiu]
- The Russo-Japanese War in Global Perspective: World War Zero. II.  Leiden: Brill, 2006. ISBN 978-900415416-2. LCCN 2004062918.
- Won-soo, Kim. "Trends in the Study of the Russo-Japanese War in Korea and Future Tasks-Third-party perspective on the origins of the war." International Journal of Korean History 7 (2005): 1–28. online